# Аугсбург
А́угсбург (нем. Augsburg, бав. Augschburg) — университетский город на юго-западе Свободного государства Бавария.
Вместе с Нойсом, Триром, Кёльном и Ксантеном Аугсбург входит в число самых старых немецких городов. Основан во времена Римской Империи, в период Принципата. С населением в 300 000 жителей является третьим по величине городом в Баварском государстве (после Мюнхена и Нюрнберга). Крупный научный и промышленный центр; в 1997 году был назван самым «зелёным» городом в конкурсе, в котором участвовали девять европейских государств и стран.

## Название
Название города происходит от военного лагеря Augusta Vindelicorum, основанного Друзом и Тиберием по приказу древнеримского императора Августа в 15 году до н. э. Лагерь располагался в удачном месте и сравнительно быстро оброс привычными римскими общественными постройками. В течение последующих 400 лет римского владычества город активно развивался и процветал как центр провинции Реция. После ослабления Римской империи он был захвачен местными германскими племенами и приобрёл современное название, которое более не менял.

## География

### Расположение
Аугсбург расположен на реках Лех и Вертах. Самая старая часть города и южные районы расположены на севере подножия высокого уступа, который возник между крутой холмистой местностью Фридбергом на востоке и высоким перешейком на западе.
Аугсбург граничит с национальным парком «Аугсбург — Западные Леса». Да и сам город богат зелёными насаждениями, по этой причине Аугсбург в 1997 году получил европейскую награду «Самый живой и зелёный город». Город является крупнейшим владельцем лесов в Баварии.
Также Аугсбург называют «городом трёх рек». Речь идёт о Лехе, Вертахе и Зингольде. Лех — главная река, Вертах — приток Леха, Зингольд течёт из Восточного Алльгоя и в Аугсбурге впадает в систему искусственных каналов и местных ручьёв.

### Агломерация
С востока Аугсбург граничит с округом Айхах-Фридберг, на западе — с Аугсбургским округом. Благодаря вытянутой с севера на юг форме города много городов и муниципальных образований граничат с Аугсбургом по сторонам своеобразного коридора.
Агломерация Аугсбурга идёт по часовой стрелке, начиная с востока следующим образом: Фридберг (округ Айхах-Фридберг), Кёнигсбрунн, Штадтберген, Нойзес, Герстхофен (все — Аугсбургский округ). Все их основные поселения непосредственно прилегают к застроенным районам Аугсбурга.
Кроме того, с Аугсбургом граничат муниципалитеты Релинг, Аффинг, Киссинг, Меринг и Мерхинг (все — округ Айхах-Фридберг), а также Бобинген, Гессертсхаузен и Дидорф (все — Аугсбургский округ).

### Структура городской территории
Площадь Аугсбурга в административных границах — 147 км². Жилые дома занимают лишь четверть этой территории, причём вместе с прилегающими свободными зонами. Развитие жилого сектора планируется за счёт 200 гектаров конверсионных территорий, где уже есть дорогостоящая инфраструктура. Треть административной территории Аугсбурга занимают сельскохозяйственные угодья, четверть — леса. 78 километров — протяжённость городских границ. 23 километра — с севера на юг и 14,5 километра — с запада на восток. 19 километров — протяжённость течения Леха в черте города, 13 — Вертаха, 6 — Зингольда.
С 1972 года, когда в ходе административной реформы в административные границы Аугсбурга вошли прилегающие территории, Аугсбург стал относиться к самым зелёным из больших городов Германии. На юго-востоке города расположен городской лес площадью в 21 квадратный километр — не только любимое место проведения отдыха и досуга горожан, но и важнейшая природоохранная зона.
Юго-запад городской территории — часть другой природоохранной зоны. Это природный парк «Аугсбургские Западные леса». Сама зона имеет площадь в 1,175 км² и является крупнейшей в баварской Швабии. На севере она граничит с Дунаем, на востоке — с долиной Вертаха, на западе — с Миндель, на юге — с нижним Алльгой.
| Башня отеля (с антенной)                   | 115 m (167 m) |
| Базилика Святых Ульриха и Афры             | 93 m          |
| Газовый котел (Аугсбургский газовый завод) | 84 m          |
| Herz-Jesu-Kirche                           | 79 m          |
| Швабенцентр (жилое высотное здание)        | 76 m          |
| Церковь Дон Боско                          | 70 m          |
| Перлахтурм                                 | 70 m          |

### Водные ресурсы

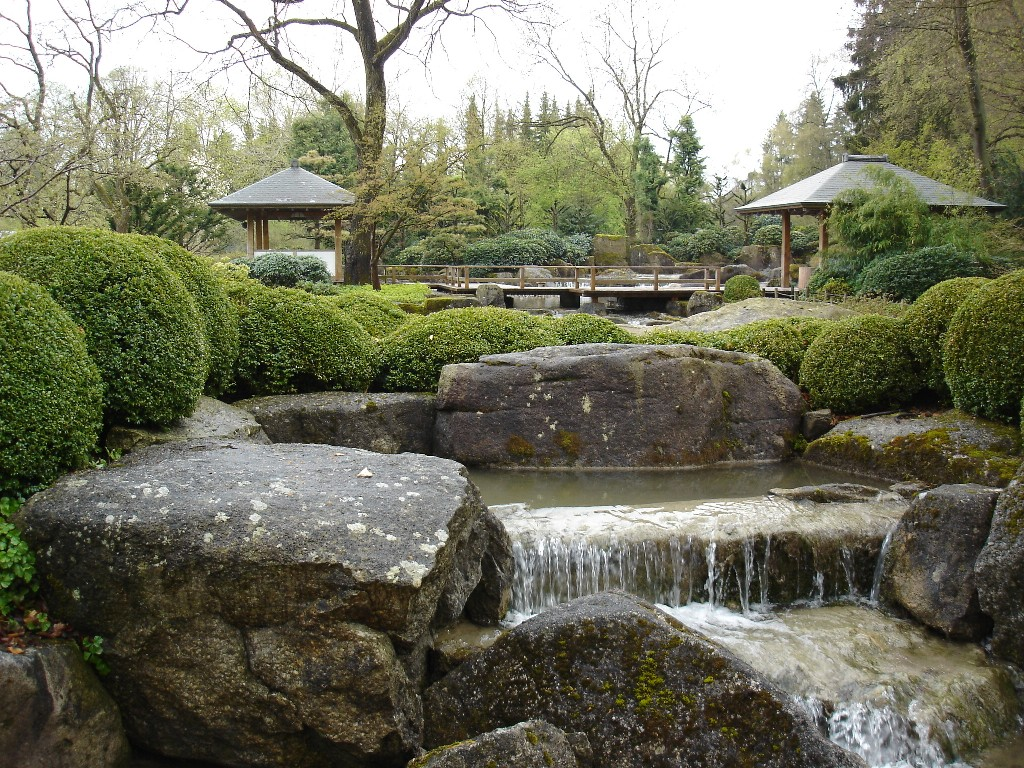
Японский сад

Аугсбург — город каналов. Когда-то необходимость в водяных мельницах и ткацких цехах заставила прорыть их в большом количестве. Больше всего каналов на Лехе — 29 (общая длина − 77 километров), на Вертахе — всего лишь 4 (общая длина − 11 километров). Общая длина всех каналов в Аугсбурге — 90 километров. 45 километров — протяжённость 19 ручьёв, текущих в Аугсбурге.
Среди каналов Аугсбурга выделяются два: Fabrikkanal, в который впадает Зингольд, и Senkelbach на севере города. Оба этих канала впадают в итоге в Вертах, а Fabrikkanal к тому же и течёт параллельно Вертаху.
Ручьи, протекающие в Аугсбурге, представляют собой сложную водную систему. У Hochablass два водных потока: Hauptstadtbach и Neubach — разделяются Лехом, но через несколько сотен метров соединяются снова и впадают на севере в Herrenbach. Все вместе, в свою очередь, они питают Proviantbach с его притоками: Hanreibach и Fichtelbach, а также текущий на запад Kaufbach. Kaufbach же питает Schäfflerbach и каналы Stadtgräben и Innenstadtkanäle, которые соединяются потом на севере города у UPM Kymmene. Stadtbach на западе города у Wolfzahnau снова соединяется с Proviantbach, и у устья Вертаха впадает в Лех. Через Pfersee течёт Mühlbach. Brunnenbach течёт через Stadtwald, разделяясь потом на множество мелких ручьёв и перед Innenstadt соединяясь снова в один поток.
В городе есть искусственное озеро — Кузе́е (нем. Kuhsee). Его площадь — 15 гектаров, глубина — от 1 до 5 метров. Озеро возникло в 1972 году, когда в результате строительства плотины широко разлился рукав Леха. Теперь это любимое место отдыха горожан.

## Климат
Аугсбург находится в переходной зоне между влажным климатом Атлантики и сухим континентальным климатом долины Леха. Другими важными факторами являются Альпы и Дунай. С учётом действия всех этих факторов погода является относительно нестабильной.
Периоды погоды: умеренная и не слишком холодная зима и тёплое, но не слишком жаркое лето. Снег, защищающий растительность зимой, выпадает в январе и остаётся до середины марта. Основное количество осадков выпадает в начале лета. Продолжительные засушливые периоды бывают летом и ранней осенью.
Фён приносит круглый год с юга очень теплые и сухие воздушные потоки с нижних предгорий Альп. С этим явлением и связано знаменитое баварское голубое небо и высокая видимость, вплоть до Баварских Альп и Алльгой.
Температура в среднем за год около 8,4 °C, количество осадков около 850 мм. В 2003 году температура летом достигала 36 градусов, абсолютный максимум температуры с начала наблюдений в 37,1 градуса был зарегистрирован 27 июля 1983 года. Самая низкая температура −28,2 °C была зарегистрирована 12 февраля 1929 года.
Тяжелые штормы приводят к наводнениям на Лехе и Вертахе. Наихудший эффект от этого был в 1999 году, когда шторм разбил плотины на Вертахе, и многие кварталы оказались под водой.
Осень в Аугсбурге зачастую весьма туманна, что объясняется ситуацией в долине реки Лех. Кроме того, после Мюнхена Аугсбург занимает второе место по количеству снега среди крупных городов Германии.

## Население
Современный Аугсбург — третий по численности населения город Баварии (после Мюнхена и Нюрнберга). На начало 2008 года в городе проживали 264 000 человек. Ещё несколько тысяч указали Аугсбург как второе по значению место своего жительства. Официальная доля иностранцев среди жителей города Аугсбурга — 16 процентов. Речь идёт как о жителях города с иностранными паспортами, так и о тех, кто получил немецкое гражданство. Население Аугсбурга стареет. За 2005—2008 годы число молодых людей от 16 до 25 лет в городе упало на 9 процентов, а число пожилых, старше 60 лет, наоборот, на 19 процентов выросло.
Из 270 000 жителей Аугсбурга платят обязательные страховые взносы 123 000 человек. Это не значит, что в городе столько же налогоплательщиков, так как среди этих 123 000 есть безработные, за которых страховые взносы вносит государство, и нет предпринимателей, не обязанных платить страховые взносы, но при этом платящих налоги. Уровень безработицы в Аугсбурге примерно равен общегерманскому показателю, но вдвое выше, чем в среднем по Баварии. Это специфика больших городов с высоким процентом не коренного населения. При этом в Аугсбург из других населённых пунктов приезжают на работу почти 65 000 человек: из района Аугсбург — 33 000, из района Айхах-Фридберг — 13 000, из правительственного округа Верхняя Бавария — 6000, из Мюнхена — 1700. Из Аугсбурга в другие города едут на работу 29 000 человек, из них в Мюнхен — 6 500.По оценке на 31 декабря 2015 года население межрайонного города (городской общины) Аугсбург составляет 286 374 чел. 

| Дата      | 1840  | 1871  | 1900   | 1925   | 1939   | 1950   | 1961   | 1970   | 1987   | 2011   |
| --------- | ----- | ----- | ------ | ------ | ------ | ------ | ------ | ------ | ------ | ------ |
| Население | 46567 | 69137 | 130478 | 176437 | 199805 | 208549 | 244206 | 254233 | 242819 | 267767 |

| Год       | 1960   | 1970   | 1980   | 1990   | 2000   | 2009   | 2010   | 2011   | 2012   | 2013   | 2014   | 2015   |
| --------- | ------ | ------ | ------ | ------ | ------ | ------ | ------ | ------ | ------ | ------ | ------ | ------ |
| Население | 241671 | 256595 | 248346 | 256877 | 254982 | 263646 | 264708 | 269402 | 272699 | 276542 | 281111 | 286374 |

### Жилой сектор
В Аугсбурге 36 106 домов.[когда?]

 На 270 000 жителей Аугсбурга приходится 141 000 квартир. При этом однокомнатные квартиры городская статистика не выделяет в отдельную категорию, объединяя их с двухкомнатными в одну категорию в 17 000 квартир. Основная масса квартир в Аугсбурге — это трёхкомнатные — 39 000, четырёхкомнатные — 47 000, и многокомнатные — 37 000. Во всех домах Аугсбурга 546 000 комнат на 270 000 жителей. Следовательно, на каждого аугсбуржца приходится две комнаты. В 2008 году строители сдали жильцам 630 новых квартир.

## История

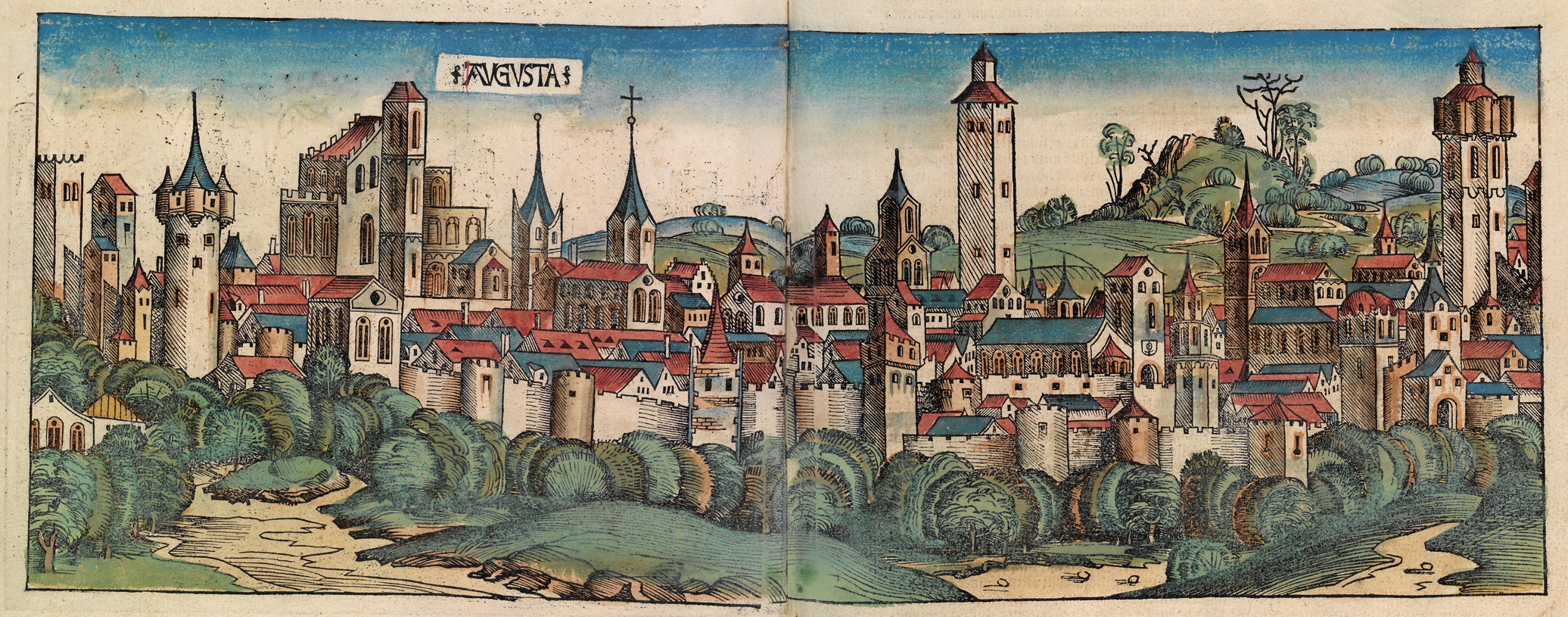
Аугсбург в 1493 году. Гравюра на дереве.

Старинный баварский город Аугсбург, расположенный неподалёку от Мюнхена (примерно в сорока минутах на поезде), знаменит не только своим почтенным возрастом. Хотя его возраст и в самом деле заслуживает уважения: город был основан римлянами в 15 году до н. э. В Средние века Аугсбург был одним из крупнейших торгово-финансовых центров Европы, к тому же, со статусом вольного имперского города Священной Римской империи германской нации. В 1806 году, в ходе наполеоновского переустройства Европы, Аугсбург лишился статуса вольного города и был включён в состав Баварского королевства.
От средневековых времён, времён расцвета Аугсбурга, сохранился общий стиль исторического центра города и наиболее значимые архитектурные сооружения: великолепная ратуша и башня Перлахтурм, соборы, части городских укреплений. Расцвет пришёлся на первую половину XVII века — аугсбургские купцы были одними из богатейших в Европе, а императора Священной Римской империи Максимилиана I даже стали называть «мэром Аугсбурга» из-за его частых визитов в город[прояснить]. К этому же историческому периоду относится сооружение монументальных фонтанов на центральных площадях и поныне украшающих город. Кстати, Аугсбург гордится и тем, что его купцы вкладывали огромные средства не только в недвижимость, но и на благотворительные цели. Например, на средства купца Якоба Фуггера был построен целый благоустроенный квартал Фуггерай из пятидесяти трёх домов «для людей трудолюбивых и порядочных, но по несчастью впавших в бедность», за проживание в котором взималась символическая плата: один рейнский гульден в год.
Как и большинство более-менее крупных немецких городов, Аугсбург сильно бомбили в 1944—1945 годах. В основном бомбили три района: север (танковый завод MAN), юг (завод Messerschmitt) и центр (ремонтные мастерские военной техники, расположенные в подвалах домов). Самый крупный налёт был в конце февраля 1944 года. Тогда удар по городу нанесли свыше 500 самолётов союзников. Англичане бомбили центр, а американцы, имевшие тяжёлые бомбардировщики, — военные заводы на севере и юге города. Погибло большинство архитектурных памятников; понадобились десятилетия восстановительных работ, чтобы вернуть хотя бы часть утраченного.

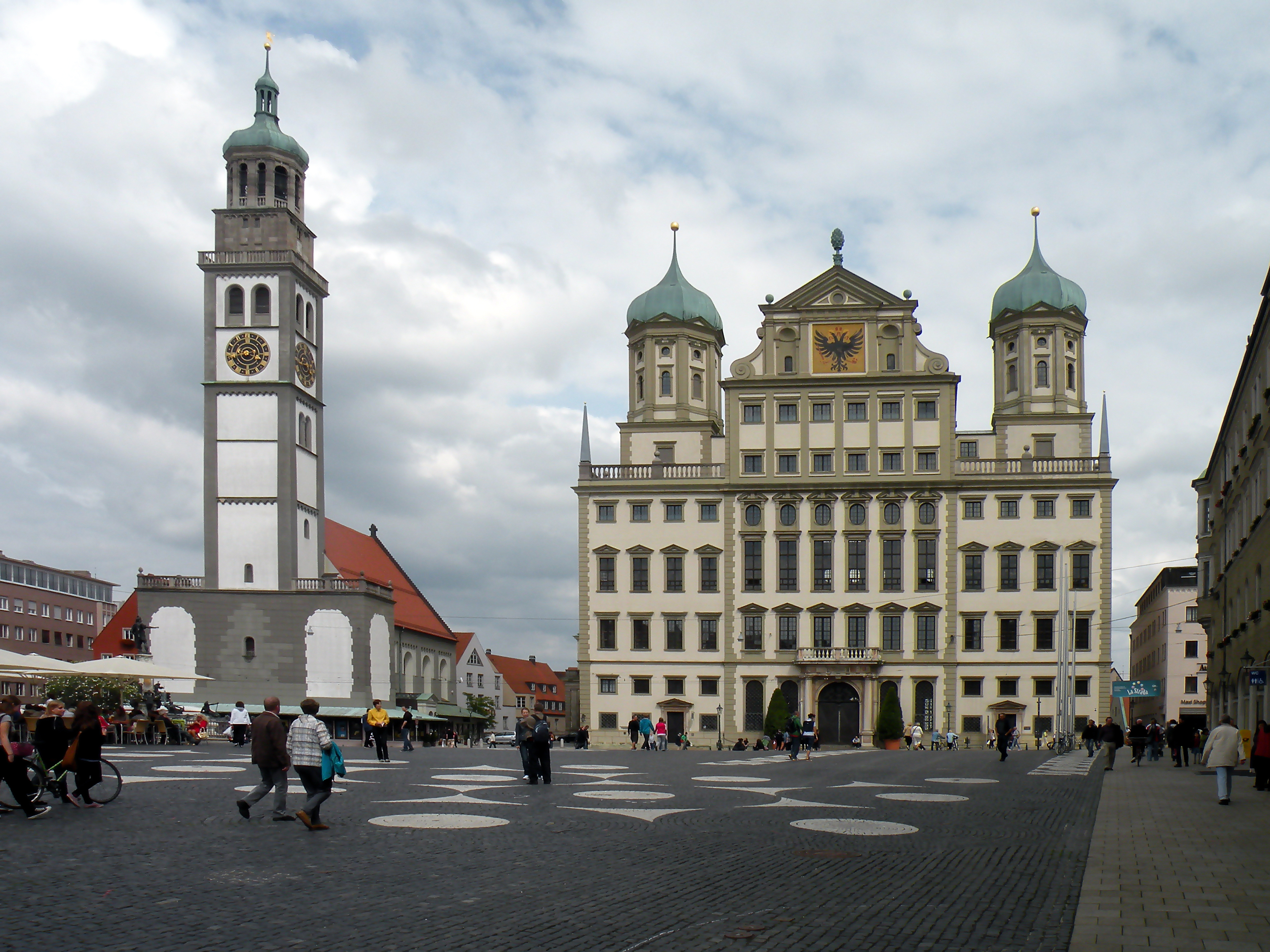
Перлахтурм и Городская ратуша

В Рождество 2016 года в центре города была обнаружена многотонная неразорвавшаяся бомба времён Второй мировой войны. До её ликвидации на несколько дней были закрыты музеи, многие магазины и рестораны, отменены мероприятия; жильцы и постояльцы отелей прилегающих районов были временно эвакуированы.

### Ювелирное искусство
Уже в XV веке Аугсбург стал одним из самых известных центров ювелирного искусства Европы. В Германии с Аугсбургом соперничали только мастера из Саксонии и Шлезвига. Если говорить о немецком стиле, выделяющем нацию среди других народов Европы, то в данном случае речь идёт об очень умелом использовании декоративных возможностей материала, включая позолоту серебряных изделий и гравировку. Немецкое барокко отличалось таким богатством выразительных форм, которое вплотную соседствовало с излишествами. Поэтому аугсбургский стиль оценивают по-разному. Тем не менее изделия ювелиров Аугсбурга есть в собраниях сокровищ всех основных нынешних и бывших династий Европы, включая сокровищницу Московского Кремля.

### Исчезнувшие монастыри

#### Доминиканский монастырь Святой Урсулы
Ещё в тринадцатом веке в Lechviertel «Am Schwall» поселились благочестивые женщины, добровольно решившие жить вместе во имя Бога. Они называли себя «Сёстры добровольной бедности». Но это ещё был не монастырь: не хватало церковной юрисдикции и помещения для устройства нормальной монастырской жизни. Монастырь появился лет на сто позже, в 1335 году, когда аугсбургский клирик Бертольд Рем подарил благочестивым женщинам большой дом и признал их совместное проживание соответствующим уставу церкви. Ещё через 50 лет монахинь объявили принадлежащими к доминиканскому ордену, потому что монастырь Святой Магдалены доминиканцев-мужчин был как раз недалеко от монахинь.
В начале шестнадцатого века монахини St. Ursula — Dominikanisches Frauenleben получили от ордена подарок: новые здания монастыря и монастырской церкви в стиле поздней готики. Но началась Реформация, и в 1537 году монахини были вынуждены перебраться в город Диллинген, в епископскую резиденцию. Через 10 лет успехи католической Контрреформации позволили им вернуться в Аугсбург: теперь уже под надёжную защиту архиепископа.
В начале восемнадцатого века часть монастырских построек была перестроена в духе барокко. Жили тогда в монастыре всего лишь две дюжины сестёр. Они ухаживали за больными женщинами, бесплатно вели занятия для девочек в Ulrichsviertel и зарабатывали средства к существованию искусной вышивкой и шитьём. В 1802 году монастырь был передан государству. Жившие там монахини получили право пожизненно оставаться в здании монастыря, но приём новых монахинь был прекращён. Когда в 1806 году Аугсбург потерял самостоятельность, правительство Баварии возродило монастырь. Правда, приём новых послушниц начался только в 1828 году, а постройки монастыря продолжали принадлежать государству. Лишь в самом конце XIX века церкви удалось выкупить у Баварии монастырь обратно.
В 1944 году церковь монастыря была почти полностью разрушена во время бомбёжки Аугсбурга. Её долго восстанавливали после войны, и восстановили в итоге в упрощённых формах. История монастыря закончилась в 1975 году. Тогда церковное руководство оставило от того, что было, только реальную школу для девочек. Там учится сейчас 560 учениц.

#### Монастырь Святой Елизаветы
Это был самый маленький и самый странный монастырь в Аугсбурге, хотя с официальной версией у него всё было в порядке: учреждение «Третьего ордена» францисканцев. Последний по времени возникновения из аугсбургских монастырей, St. Elisabeth — Die Kochschule der Stiefelnonnen возник в 1712 году, как личная инициатива всего-навсего двух женщин. Поварихи-подружки Розина и Вайльбурга купили в складчину у францисканцев два дома, и стали собирать вокруг себя женщин, желающих вести благочестивый образ жизни. Деньги же для своего монастыря подруги зарабатывали, устроив школу ведения домашнего хозяйства. В странном монастыре поварих обеты послушания давались сроком только на один год, после чего послушницы могли возвращаться в обычную жизнь. Лишь спустя 60 лет после основания монастыря официальная церковь признала эту «общественную инициативу». Секуляризация начала XIX века застала в монастыре семерых монахинь. Им разрешили там дожить остаток дней, но монастырь был закрыт.

#### Мужской монастырь башни Перлахтурм
История этого монастыря очень тесно связана с самыми старинными зданиями Аугсбурга. В 1060 году епископ Аугсбурга Эмбрико рядом с нынешней башней Perlachturm, на месте старой капеллы, в тогдашнем торговом поселении купцов основал маленькую общность клириков. Экономической основой её жизни послужила подаренная ей деревня Ламердинген. Служили же клирики в церкви Святого Петра, в башне. Там же и жили: по монастырскому уставу. Перлахтурм — самое древнее сооружение Аугсбурга после Дома. Лишь в 1260 году горожане построили первую Ратушу — на месте здания епископского суда.
Клириков в монастыре всегда было очень мало, не больше десяти, но зато это был самый аристократический монастырь города: по традиции все монахи Stiftsherren unter dem Perlachturm происходили из лучших патрицианских фамилий Аугсбурга. У них и подчинение было особое, двойное: епископу и Городскому совету. Секуляризация начала XIX века коснулась и этого уникального монастыря — его закрыли.

#### Монастырь Святых Ульриха и Афры
Рядом с базиликой раньше находился монастырь Святых Ульриха и Афры. Он был основан реформистскими монахами-бенедиктинцами, пришедшими сюда из своей обители на озере Тегернзее. Это произошло в 1006 году, когда епископом Аугсбурга был Бруно, брат императора Генриха II. До 1577 года этот монастырь был личной резиденцией аугсбургских епископов. В 1577 году император Рудольф II даровал монастырю независимость от власти епископа Аугсбурга — право прямого подчинения Священной Римской империи и прямой принадлежности к священническому сословию. После этого в течение нескольких столетий монастырь Святых Ульриха и Афры занимал важное место среди монастырей Восточной Швабии. Конец 800-летней истории монастыря положила секуляризация в начале XIX века. Попытки возродить монастырь не удались из-за сопротивления Баварии и Аугсбурга, которые уже разделили между собой землю и имущество монастыря. Монахи были вынуждены в 1835 году отказаться от этих попыток и основали новый монастырь бенедиктинцев — Святого Стефана, существующий и поныне. Монастырь был превращён в казармы для кавалеристов и военный госпиталь. Во время Второй мировой войны он был полностью разрушен во время бомбардировок города авиацией союзников. Руины монастыря полностью разобрали только в 1968 году. На месте монастыря по проекту архитектора барона Александра фон Бранка было построено вполне невыразительное здание «Дом Святого Ульриха», которое служит католической общине в качестве места встреч и образовательных программ.

## Исторические памятники Аугсбурга

### Ратуша

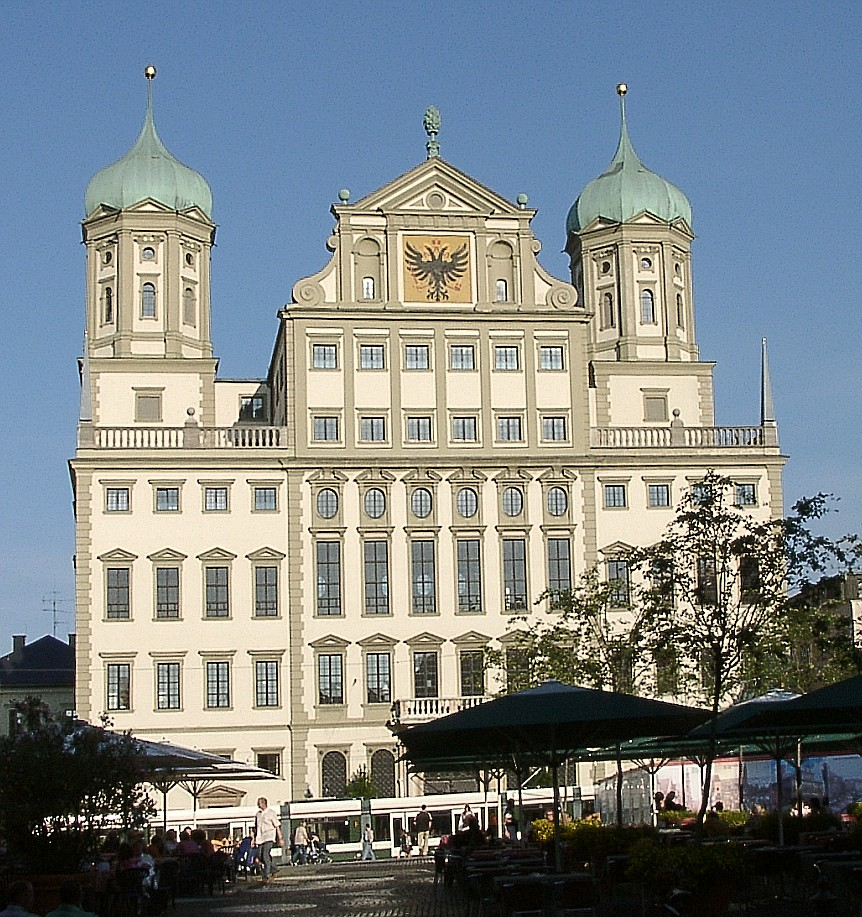

Во всех путеводителях по Аугсбургу его главным символом считается Ратуша на Железной горе. На этом месте первая ратуша была построена в 1385 году. Со временем её масштабы перестали соответствовать статусу разбогатевшего на торговле и ремёслах Аугсбурга, и Городской совет решил её реконструировать. Но в процессе обсуждения планов реконструкции возникло убеждение, что правильнее было бы построить новую Ратушу.
24 августа 1615 года архитектор Эллиас Холь, ставший автором её проекта, торжественно заложил первый камень в основание новой Ратуши. Строительство шло очень быстрыми темпами. Через четыре года Ратуша была уже построена, а ещё через четыре — закончены все внутренние работы. Ратуша Аугсбурга была тогда единственным светским зданием в Европе высотой более, чем шесть этажей. Строгая элегантность её архитектуры ведёт своё происхождение от стиля зданий Флоренции. Новая Ратуша стоила Аугсбургу больше 100 000 золотых гульденов — огромная по тем временам сумма.
Два орнамента на лицевой стороне Ратуши: имперский орёл и шишка пинии — символизируют римское прошлое Аугсбурга и его значение в Священной Римской империи. Главным помещением Ратуши является Золотой зал: высотой в два с половиной этажа, красивыми большими окнами, богатой позолотой и живописью. В Золотом зале вот уже почти 400 лет происходят главные события в жизни Аугсбурга: торжественные приёмы, награждения, праздничные концерты. Рядом с Золотым залом находятся княжеские комнаты, предназначенные когда-то для отдыха после утомительных заседаний. В 1944 году Ратуша была почти полностью разрушена в ходе бомбардировок союзников, но к 1954 году восстановлена в прежнем виде, без искажений и дополнений. Золотой зал был окончательно восстановлен к 1985 году, когда Аугсбург праздновал 2000 лет со дня основания города.

### Фамильные дома

#### Дом-музей Бертольта Брехта
На канале реки Лех, в типичном бюргерском доме XVI—XVII веков, 10 февраля 1898 года родился самый известный из литераторов Аугсбурга — Ойген Бертольд Фридрих Брехт. Когда город готовился отмечать столетие со дня рождения своего знаменитого земляка, в 1985 году на здании появилась памятная доска. А в 1998 году здесь открылась экспозиция, посвящённая Брехту.

#### Архитектура, связанная с именем Брехта

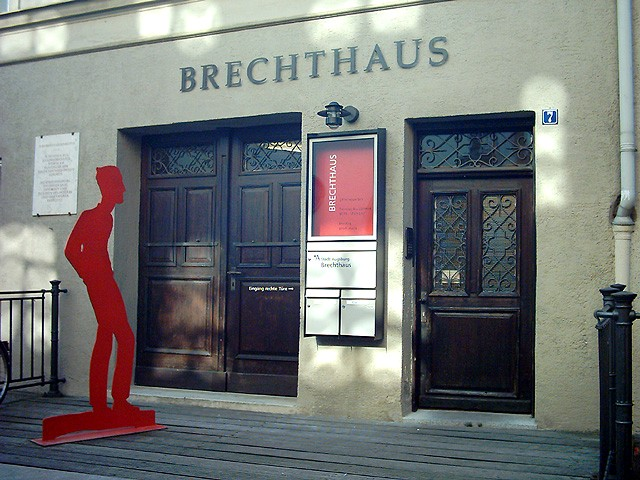
Дом семьи Брехтов

Жилой дом семьи Брехтов. Элизабет Хайндл, вдова основателя бумажной фабрики Георга Хайндла, построила на Блайхштрассе четыре одинаковых здания. Она следовала примеру основателей дома Фуггеров, создав в фабричном районе Аугсбурга социальный комплекс. Все квартиры в этих домах были одинаковыми: передняя, три комнаты, кухня, подвал и маленький участок сада под окном. Арендная плата составляла около четверти от обычной в городе. Эти дома были предназначены для рабочих и служащих бумажной фабрики. Отец Бертольта Брехта был сначала служащим, а потом одним из управляющих этой фабрики. Как служащий фабрики и один из попечителей её социальных учреждений, он жил в одном из её социальных домов. Об этом сейчас напоминает памятная доска.
Семья Брехтов занимала второй этаж и мансарду. Здесь Бертольт Брехт написал свои первые произведения. В 1943 году, в эмиграции в США, Брехт вспоминал об этом доме в своём стихотворении Ein Fruhjahrsabend in der Vorstadt.
В Аугсбуге есть ещё памятные места, связанные с жизнью Бертольта Брехта.
Второй дом семьи Брехтов (нем. Bei den sieben Kindeln). В этом доме, рядом с Alten Stadtbad, семья Брехтов прожила два года: с сентября 1898 до сентября 1900 года. Здесь родился брат Бертольта Брехта Вальтер. На доме есть памятная доска и рельеф древнеримских времён, так что найти его нетрудно. В Stadtbad дети Брехтов ходили часто: почти каждую неделю.
Der Fünfgratturm. Эта романтичная небольшая башня сбоку от Якобертор — остаток бывших городских укреплений. Для молодого Брехта Fünfgratturm была символом поэзии и преданий. Каштановая аллея, идущая к башне, ценителями Брехта считается литературным памятником.
Die Kahnfart. По улице Бертольта Брехта можно пройти к одному из самых любимых поэтом аугсбургских достопримечательностей. Эта романтичная пристань для лодок у Oblatterwall. По сложившейся среди почитателей Брехта легенде, здесь речным извозом юный поэт зарабатывал себе карманные деньги.

#### Дом-музей Леопольда Моцарта
Леопольд Моцарт (1719—1787), родившийся в этом доме, известен в Аугсбурге не сам по себе, а как отец Вольфганга Амадея Моцарта. Именно этим вызван особый интерес к его имени. Памятная доска на здании появилась ещё в 1858 году. В 1937 году в здании появился музей, а в 1939 году фирма Hasen Brau AG, которой тогда принадлежало это здание, подарила его городу.

#### Дом Гольбейна
До разрушений февраля 1944 года в Аугсбурге находилось здание, принадлежавшее знаменитой династии художников Гольбейн. Здесь жил Ханс Гольбейн-старший (1465—1524) и оба его сына: Амброзиус (1494—1519) и Ханс Гольбейн-младший (1496—1543), который прославил своими портретами семью Гольбейнов на всю Европу. Он стал в 1537 году придворным художником английского короля Генриха VIII. Картины Ханса Гольбейна-младшего есть не только в европейских столицах, но и в Галерее старинных мастеров в Аугсбурге, и в городском кафедральном соборе. После войны дом Гольбейнов восстановили, но не в том виде, в каком он был раньше. В 1996 году здание передали Аугсбургскому объединению художников. Здесь регулярно устраиваются выставки современных художников.

#### Дом Бургкмайра
В этом доме жил знаменитый художник и рисовальщик Ганс Бургкмайр (1473−1531). Его лучшие произведения можно увидеть в Галерее старинных мастеров и в церкви монастыря Святой Катарины: в Schaelzerpalais. Картины Буркмайера ценятся во всём мире, их сюжеты, композиция и живописный колорит обогатили художественную культуру XVI века.

#### Дом Вельзеров
Этот дом в конце XV—начале XVI века находился во владении знаменитой фамилии Вельзер. Сейчас он — часть Максимилианмузея, но памятная доска напоминает о Бартоломее Вельзере (1484—1561) — известном купце и банкире из старинного патрицианского рода. Бартоломей Вельзер в течение 30 лет был единственным владельцем торговли с Венесуэлой — новой колонией Испании, страной золотых рудников и драгоценных камней. Это право он получил вместе со своим отцом, Антоном Вельзером, от короля Испании — в обмен на гарантии поступлений в испанскую казну огромных сумм денег ежегодно. В начале XVI века каждый третий корабль под испанским флагом, отправлявшийся из Севильи, принадлежал Вельзерам. Лишь в 1556 году испанский Совет по делам Индий прекратил действие исключительно выгодного для Вельзеров договора. Бартоломей Вельзер не стоял в стороне и от дел города: с 1548 по 1556 год он был членом патрицианского правительства Аугсбурга.

#### Дом Фуггеров
В 1438 году братья Ульрих и Якоб Фуггеры приобрели комплекс домов на Сенном (сейчас Philippine-Welser-Strasse) и Мясном (сейчас Annastrasse) рынках. В этом доме находилась знаменитая «Золотая комната» торговой империи Фуггеров. Когда для знаменитой семьи эти дома стали слишком малы, были куплены ещё несколько домов на Винном рынке. В 1944 году дома Фуггеров были полностью разрушены. После войны они были восстановлены, но не такими, как раньше. От первоначального комплекса сохранились только два позднеготических портала — по обе стороны дома. Здесь можно увидеть лилии фамильного герба Фуггеров и одетых в доспехи фуггеровских львов. Есть на доме и памятная доска, рассказывающая о его истории.

### Базилика Святых Ульриха и Афры

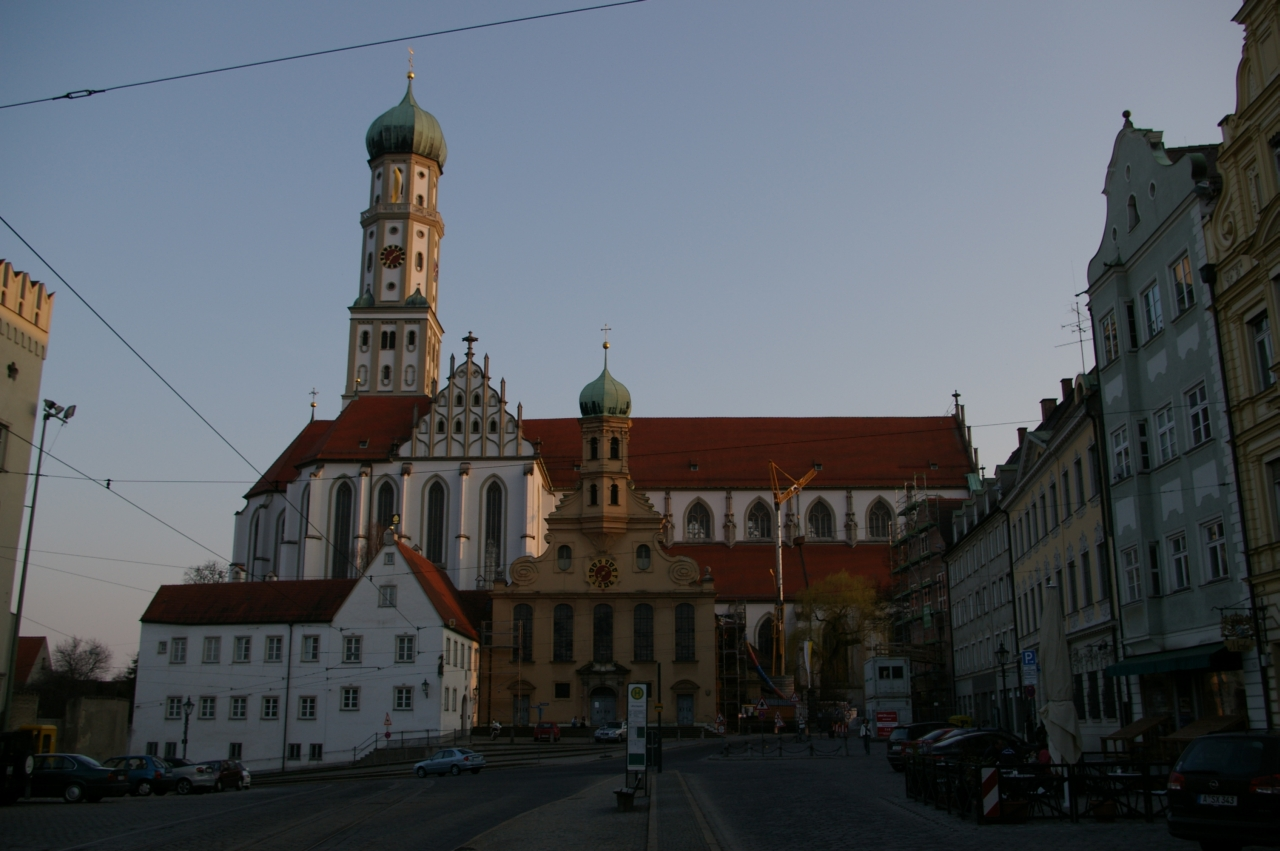
Собор Святых Ульриха и Афры

Со времён протестантства базилика святых Афры и Ульриха стоит вместе с соседкой — евангелической церковью святого Ульриха. В городе есть ещё несколько мест, где евангелическая и католическая церкви стоят рядом. Это церкви Святого Духа недалеко от Дома и церкви Святого Йохана и Святого Томаса на Ульмерштрассе. Холм, на котором расположена базилика, был освящён христианскими церквями ещё в эпоху раннего Средневековья. Сюда с V века шли паломники: поклониться Святой Афре. В 973 году к мощам святой Афры были добавлены мощи епископа Ульриха — спасителя города от язычников-венгров. Позднеримская церковь в VII веке сменилась базиликой эпохи Меровингов, ещё через столетие на месте меровингской церкви появилась базилика времён Каролингов. В начале XI века и эта базилика исчезла: уступила место церкви в стиле раннего романского искусства. Но холм находился вне городских укреплений, и поэтому церкви и окружавшие их строения часто гибли от вторжений неприятеля и пожаров. Всё изменилось, когда в 1012 году рядом с церковью появился бенедиктинский монастырь Святых Ульриха и Афры. Появление монастыря сделало этот район более оживлённым, а это усилило его безопасность. Церковь стала монастырской. Тогда она была где-то на треть короче, чем сегодня, а её южная сторона — шире северной.

Вид башни собора вблизи

Современная церковь — пятая или шестая по счёту на этом холме. Она ведёт свою родословную с 1474 года. Кирпичную постройку вчерне закончил в 1500 году архитектор Энгельберг. Он, кстати, строил и знаменитый собор в Ульме. Вчерне, потому что строительство собора продолжалось ещё очень долго. Те или иные причины время от времени приводили к застою строительных работ, а потом удача или божественное проведение снова возвращали их к жизни. Когда же стал приближаться 1300-летний юбилей Святой Афры, строители поторопились. Церковь, наконец, сдали заказчику в 1604 году. Базилика принадлежала монастырю — имперскому аббатству ордена Святого Бенедикта. В 1802 году начались процессы секуляризации, то есть ликвидации церковных владений. Церковь понизили в чине — превратили просто в приходскую, и пришлось ждать почти полтора века, прежде чем базилика вернула себе церковный чин. В 1937 году церковь Святых Афры и Ульриха стала папской базиликой, перейдя в прямое подчинение Ватикану.

### Оружейный дом
Оружейный дом или Арсенал (нем. Zeughaus). Первоначально городской арсенал был построен одновременно с литейным двором в 1501 году В создании современного здания принял участие Элиас Холл (1602)
Бронзовая литая группа на восточном фасаде Оружейного дома, как и общий план этого фасада, авторству Эллиаса Холля не принадлежит. Изображённый здесь Архангел Михаил, повергающий Сатану, воспринимался горожанами как аллегория торжества Контрреформации. Архангел знаком всем аугсбуржцам по сентябрьским праздникам Turamichele на Ратушной площади.

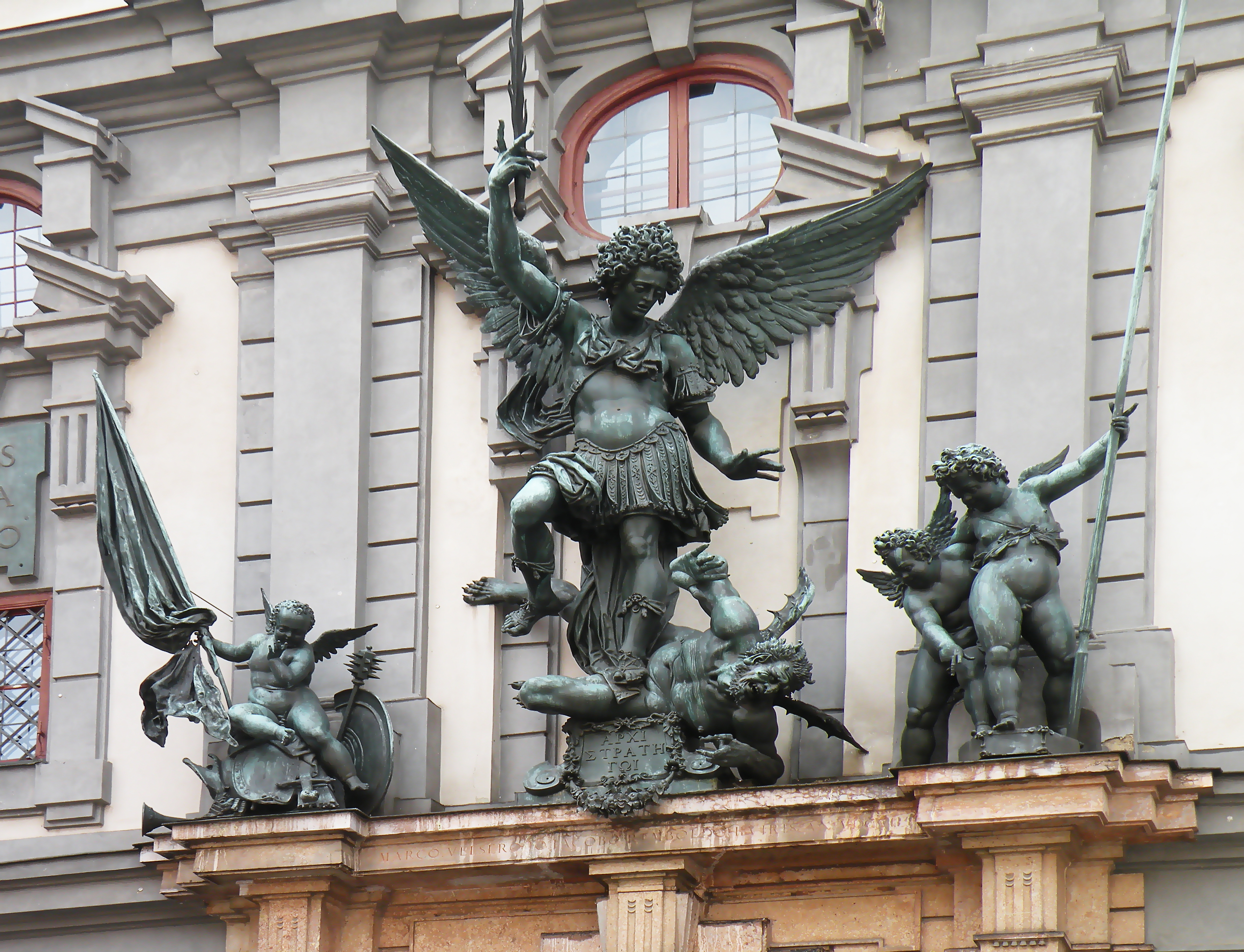
Скульптурная группа

Архитектурное решение восточного фасада выполнил Йозеф Хейнц, а фигуры — скульптор Ганс Рейхле (нем. Hans Reichle) и литейщик Вольфганг Нейдхардт (нем. Wolfgang Neidhardt). Хейнц приехал в Аугсбург из Базеля, и выполнял заказы семьи Фуггеров. Скульптор Ханс Райхле — из Шонгау. Литейщик Вольфганг Нейдхардт известен тем, что отлил в бронзе знаменитые Herkulesbrunnen и Merkurbrunnen скульптора Адриана де Вриса.
До 1895 года здание выполняло функцию арсенала, после чего было превращено в пожарное депо. Однако здесь продолжали храниться не только пожарные принадлежности, но и оружие для 3000 солдат и пушки.
После потери Аугсбургом своей независимости Оружейный дом в 1809 году перешёл в собственность Баварского королевства и продолжал использоваться для хранения оружия и амуниции. В 1893 году Аугсбург выкупил здание у правительства Баварии, заплатив 195 000 золотых марок. Город ограничился теперь хранением здесь только пожарного снаряжения.
Оружейный дом сгорел в феврале 1944 года, в ходе бомбардировок Аугсбурга авиацией союзников.
Восстановленный после войны Оружейный дом в 1960-е гг. был продан Городским советом торговому концерну Horten, строившему на Моритцплатц свои магазины. Творение трёх знаменитых мастеров могло быть перестроено или изменено, потеряв исторические черты (1965). Эта инициатива была резко отрицательно воспринята горожанами. Баварское управление по охране исторических памятников запретило концерну любые искажения и потребовало передачи Оружейного дома снова в собственность Аугсбурга. Пожарные снасти вернули на их место в центре города.
В 1975 году пожарное управление получило новые, современные здания.
В 1978—1980 годах была произведена реставрация и в здании были размещены школа, кинотеатр и ресторан. В настоящее время здесь проходят разнообразные выставки.
В декабре 1980 года здесь открылся Bildungs-und Begegnungszentrum der Stadt Augsburg, Biergarten и выставочный центр. Использует для своих занятий Оружейный дом и аугсбургская Volkshochschule.

### Собор Девы Марии

Собор Девы Марии в Аугсбурге

Главный собор Аугсбурга называется Mariendom. Он очень хорошо известен в Европе. Во всех энциклопедиях по искусству Европы Mariendom в Аугсбурге — собор, в котором сохранились самые ранние цветные витражи в мире. Раньше чем в Аугсбурге цветные витражи появились во Франции, но там они не остались в первозданном виде, так что город на Лехе оказался в списке первым. На аугсбургских витражах, созданных во второй половине XI века, изображены библейские пророки. Сам же способ, позволявший создавать картины из цветного стекла, датируется серединой X века. Только тогда научились делать тонкое листовое стекло больших размеров. Куски цветного стекла соединяли свинцовым переплётом. До этого были не витражи, а цветные мозаики из стекла, потому что не удавалось изготавливать куски тех размеров, при которых возникают картины на стекле. Витражи в Аугсбурге исполнены в ранней, переходной технике «прозрачной мозаики».

### Церковь Святой Анны

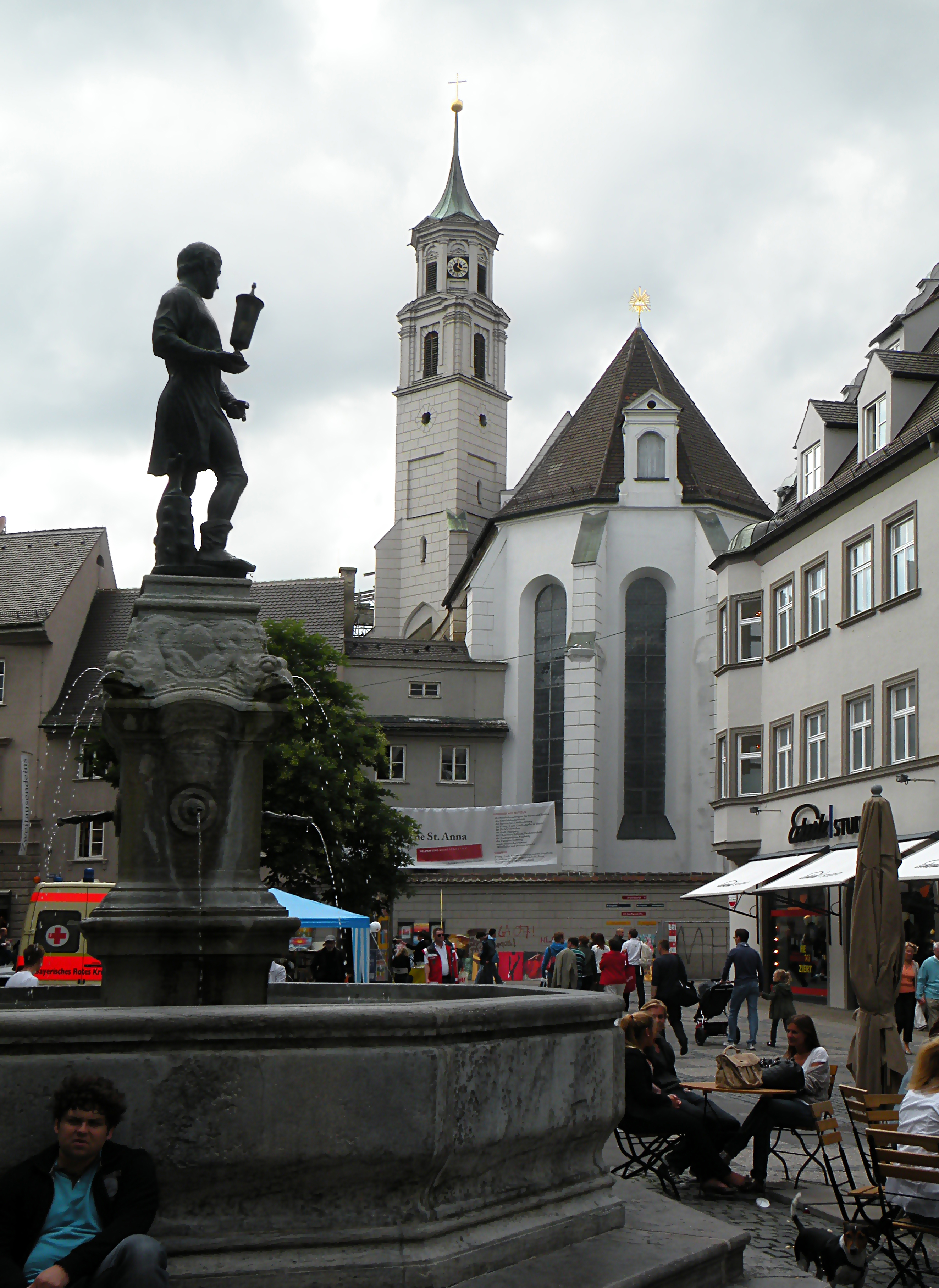
Церковь Святой Анны

В 1321 году монахи из ордена кармелитов возвели в нынешнем центре города монастырь и церковь. Сначала церковь была небольшой, но лет через сто её площадь увеличилась почти вдвое. В 1420 году внутри церкви появилась знаменитая нынче Goldschmiedekapelle с настенной росписью. Ещё через столетие церковь снова перестроили. В 1510 году появилась вторая капелла — Heiliggrabkapelle, а в 1518 — Fuggerkapelle. В том же XVI веке церковь Святой Анны приобрела целую коллекцию прекрасной живописи. Среди картин, и сейчас украшающих церковь, полотна знаменитого Лукаса Кранаха-старшего. В церкви Святой Анны находится капелла самых известных аугсбуржцев за всю историю города — фамилии Фуггеров, созданная в стиле Ренессанса. Это была первая ренессансная постройка в Германии.
В 1520 году именно здесь, в монастыре кармелитов, останавливался Лютер, вызванный приказом римского папы для богословской дискуссии с представителем папы кардиналом Гаэтаном. Здесь же, в случае, если Лютер откажется покаяться в своих заблуждениях, Гаэтан был намерен его арестовать и отправить для суда в Рим. Лютер отправился в Аугсбург из Виттенберга пешком, по старой традиции странствующих монахов. Его могли убить по дороге, но Лютер верил, что его земная судьба находится не во власти римского папы. Ночевал Лютер в кармелитском монастыре Святой Анны с 7 по 20 октября 1520 года. С кардиналом Гаэтаном Лютер встречался во дворце Фуггера. Хотя у Лютера была охранная грамота от императора, опасность ареста становилась очевидной. Ночью, тайком, в сопровождении лишь одного проводника, выделенного ему магистратом Аугсбурга, Лютер покидает город. Сейчас в церкви Святой Анны находится небольшой музей Мартина Лютера, и висит его портрет. Церковь Святой Анны стала во времена Реформации первой евангелической церковью в городе.
В 1551 году при монастыре и церкви Святой Анны была основана школа, ставшая впоследствии гимназией Святой Анны. В начале XVII века Эллиас Холь построил новое здание для школы и библиотеку. Он же построил и башню церкви. В восемнадцатом веке все три нефа церкви были оформлены в стиле барокко.
Приближение двухтысячелетнего юбилея Аугсбурга и сам юбилей, отмеченный в 1985 году, привлекли к городу внимание многочисленных туристов. В туристическом бренде города церковь Святой Анны заняла тогда одну из ведущих позиций. Именно с той поры начался рост посещаемости церкви туристами, продолжающийся до сих пор. Встал вопрос о реконструкции территории церкви. Появился новый двор, Аннахоф, в стиле итальянской архитектуре эпохи Ренессанса. Площадь повторяет итальянские Пьяццы XV—XVI веков. Появились также подземная парковка, кафе, современный комплекс выставок и встреч — Augustanasaal. Все туристические маршруты по Аугсбургу неизменно включают сейчас посещение церкви Святой Анны.

### Резиденция архиепископа
Бывшая княжеская епископская резиденция — это комплекс зданий в старой части Аугсбурга, рядом с Домом. Формально годы постройки резиденции: 1740—1752, но Резиденция включает в себя и перестроенные здания XVI—XVII веков. Главное здание бывшей княжеской епископской резиденции первоначально возникло из трёх стоящих вплотную друг к другу домов времен Средневековья. Нынешняя башня тоже старше основного здания дворца — это повышенная в 1507/1508 годах пфальцская башня-капелла. В 1680 году при епископе Иоганне Кристофе фон Фрайберге разрозненные здания были соединены в одно целое.
Основное крыло сегодняшней Резиденции построено в 1743 году архитектором Иоганном Эттлем, а северное крыло — в 1752 году Францем Клайнхансом в стиле позднего барокко. В этом стиле смешались в органическом единстве черты барокко и рококо, дав великолепный результат. Клайнханс был в своё время одним из самых известных церковных архитекторов Баварии и Австрии. Он не только построил в разных городах девять церквей, но и участвовал в строительстве ещё более 70 церковных построек. Балкон, вознесённый колоннами на высоту торжественного входа в великолепном восточном портале, возник не только как гениальный замысел архитектора. Он более поздний, чем основные здания Резиденции. Годы его постройки — 1784—1789, и он стал воплощённым в камне воспоминанием о посещении Резиденции папой Пием VI в 1782 году. Крыло, пристроенное на юго-западе к пфальцской капелле, ещё более позднее. Оно построено в 1902 году, как и пристроенное к нему здание для гвардейской казармы. Сама же пфальцская капелла воплощает очень древний вид капелл, ведущий своё начало ещё со времён византийского христианства.
Не менее интересна и история внутреннего убранства Резиденции. Фрески по сторонам торжественной парадной лестницы созданы директором Государственной городской академии художеств Иоганном Бергмюллером в 1752 году. На них в числе других аллегорий изображены Лех и Вертах, Дунай. Между картушами гербов и изображением заказчика росписей находятся главные платоновские добродетели: ум, справедливость, храбрость и милосердие. Над всеми же ними царит Божественное провидение. Бергмюллер расписывал Мариенкапеллу в аугсбургском Доме и многие церкви в другом епископском городе — Айхштатте.
Украшенный фигурами ангелочков-путти, вестибюль ведёт в Зал рококо, перестроенный в этом стиле епископом Иосифом Гессен-Дармштадтским. Сейчас там проходят музыкальные концерты, а до епископских затей Гессена-Дармштадтского это был зал Аугсбургского соборного капитула, в котором было объявлено 25 июня 1530 года «Аугсбургское признание» прав лютеран — Confessio Augustana. В честь этого прославленного на всю Европу события на резиденции есть памятная доска. На стенах Зала рококо восемь написанных маслом картин, на которых в числе прочих персонажей изображена императорская пара: Франц I и Мария Терезия.
Восточнее Резиденции расположен бывший барский двор. Когда-то это была площадь для хозяйственных построек, потом этот двор частично использовался как кладбище для служащих Резиденции, потом кладбище исчезло, а на его месте появился в XIX веке учебный плац для военных, а в 1878 году плац превратился в общественный сквер. С 1817 года Резиденцию после баварской секуляризации церковного имущества заняло правительство Швабии.

### Придворный сад
Hofgarten — часть построенной в XVIII веке резиденции архиепископа. Сад спланировал Каспар Багнато в 1744 году. В 1817 году, когда в Баварии повсеместно имущество церкви переходило к государству, из церковного государственным стал и Hofgarten. С 1963 года сад арендует город Аугсбург. Условия аренды — 55 евро в год арендной платы и 50 000 евро в год накладных расходов по содержанию сада. За два первых года аренды саду был возвращён торжественный и изящный придворный вид. Из обычного деревенского плодового сада, каким стал придворный сад после Второй мировой войны, снова возник Hofgarten. На месте плодовых деревьев появились деревья из Японии тюльпанного типа. В 1965 году сад открыли для свободного посещения.
С 2002 по 2005 год Hofgarten в третий раз за его историю обновили реставрационными работами. Предыдущие два раза были ещё в XIX веке. Теперь в придворном саду любители искусств могут одновременно увидеть характерные черты парковой планировки и барокко, и рококо. Цветы, кусты гибискуса и глицинии, живые изгороди и пирамиды, декоративные рыбы в пруду, скамейки для отдыха и скульптуры восстановили обстановку XVIII и XIX веков.

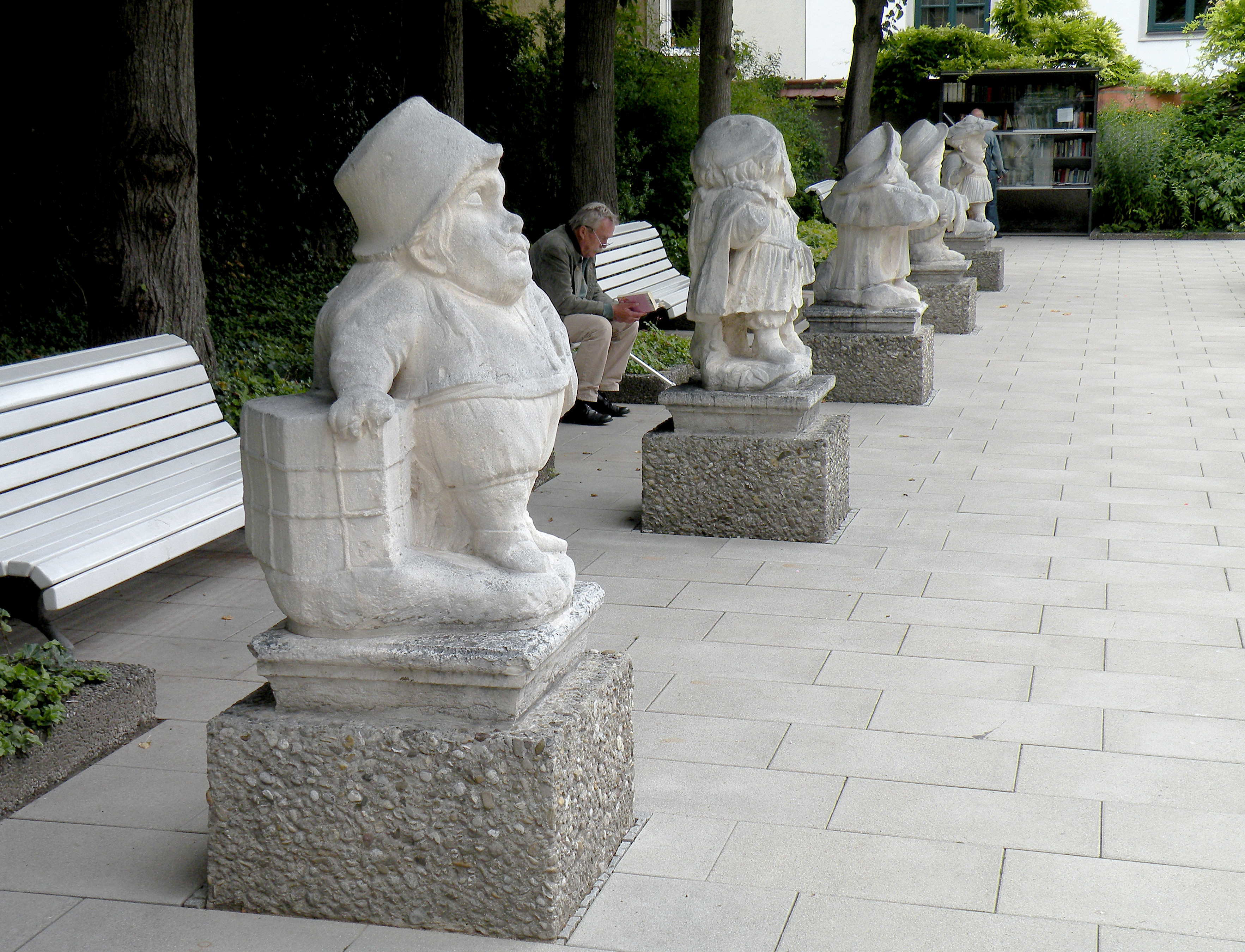
Гномы и книжный шкаф

Пять фигур из песчаника, созданные в 1744 году скульптором Иоганном Шинделем, удивляют посетителей сада своей необычностью. Многие с непривычки принимают их за волшебников — гномов или сатирический гротеск. Экспрессия барокко обострена здесь до предела изображением придворных карликов. Скульптуры подобного типа в XVIII веке были очень популярной темой и встречались в многих городах Европы. Собратья этих скульптур стоят, например, в саду дворца Мирабель в Зальцбурге. Аугсбургские скульптуры до 1963 года находились в парке Виттельсбахов по нынешнему маршруту первого трамвая.
Интересна и история появления в углу Hofgarten открытого для всех книжного шкафа. Это бывший художественный проект 2001 года американских новаторов Михаэля Клегга и Мартина Гутмана. Смысл проекта состоял в том, чтобы из шкафа не только брали в саду книги для чтения, но и могли принести и поставить в шкаф свои собственные книги. Шкаф напоминал художественную витрину, возвышался на три метра и имел красивый цвет в стиле махаона. Проект был временным, но горожанам так понравилась эта идея, что когда американцы свой шкаф забрали, жители Аугсбурга сразу же на место американского шкафа поставили свой.

### Wasserwerk am Hochablass
Сложное гидротехническое сооружение на Лехе относится к числу исторических памятников Аугсбурга. Точно перевести немецкое название сложно. Примерный перевод звучит как «Водяная плотина на высокой падающей воде».
У моста через Лех, сразу же за плотиной, стоят скульптуры, своим видом и величиной как бы сигнализирующие путнику, что он попал в культурную зону. На небольшой поляне почти сразу же за скульптурами высится небольшая часовня в виде шатра. Недалеко от часовни, спрятанный деревьями, стоит памятник победителю французов герцогу Карлу. Если прогуляться по тропинке дальше, стоит здание, отмеченное во всех путеводителях — это Wasserwerk am Hochablass. Построенное в стиле позднего классицизма, с двумя красивыми башнями, оно расписано в старинном стиле внутри и на террасе. В здании размещались машины, управляющие механизмами Wasserwerk, в огромном зале в 37 метров длины и 17 ширины. Собственно, общим названием Wasserwerk am Hochablass именуется и всё остальное: и плотина, и её механизмы, и якорь у плотины, и скульптуры.
Когда эту плотину только построили, она была техническим чудом. Восторженные современники называли её «Храмом техники». Аугсбургу этот храм стоил 1 700 000 рейхсмарок. Промышленная архитектура конца XIX и начала прошлого века, при всех новых решениях и материалах, сохраняла неразрывную связь с эстетикой предыдущих архитектурных стилей. Отсюда скульптуры, символизирующие Лех и Вертах, огромный якорь, гордый лев на постаменте. Лев появился здесь в 1914 году: в честь визита на плотину короля Баварии Людвига III с супругой. Wasserwerk am Hochablass украсили так, как принято было украшать раньше только дворцовые парки.
Плотина к тому времени уже не была новинкой. Официальной датой открытия плотины является 1 октября 1879 года. Плотина давала насосам силу падающей воды, а насосы качали из подземных источников воду в систему городских трубопроводов. Создатели плотины предусмотрели и специальные выходы для рыбы. Часовня рядом с плотиной горела в 1979 году. Её восстановили с помощью города в 1994 году, правда, не полностью: только купол. В 1994 году Wasserwerk am Hochablass перестало быть зданием управления: здесь устроили Технический музей водных дел и информационный центр. Нужда в отдельном управлении Wasserwerk am Hochablass исчезала постепенно, по мере перехода на электрику вместо механики: с 1942 года. Новые методы сократили прежде всего нужду в персонале, пока его не осталось так мало, что держать здесь отдел Wasserwerk стало окончательно нерентабельно. В 1973 году плотина перестала снабжать город водой, но не перестала работать. Она продолжает давать примерно для 50 000 жителей города электроэнергию. Что же касается водоснабжения, то теперь её услугами пользуются 2400 жителей окрестных домов.

### Дом ткачей
Говорящее название Дома ткачей (нем. Weberhaus) — живое свидетельство былой славы Аугсбурга, как одного из крупнейших ткацких центров Европы. Это здание в стиле поздней готики не раз выстраивалось заново, и так же заново возникали его знаменитые росписи. Их аллегорические темы, посвященные истории города, занесены в списки баварских достопримечательностей. В 1389 году гильдия аугсбургских ткачей за 700 флоринов купила этот дом, чтобы устраивать в нём свои собрания. Зал внутри ткачи украсили расписным деревянным потолком, стены зала — живописью. Росписи возникли не сразу, а в 1437 году, так что именно с этой даты они ведут свою родословную. Но уже в 1538 году росписи сделали заново, в новом стиле. Деньги у цеха ткачей были большие: в их союз входили представители почти 2000 ткацких мастерских. В конце XVI века здание перешло к городу, и уже городские мастера в 1607 году в третий раз изменили росписи этого здания.
XX век принёс Дому ткачей много бед. Они начались задолго до разрушений Второй мировой войны. В 1913 году, несмотря на протесты горожан, Дом ткачей снесли. Причина была проста: мешает новым, прямым и широким улицам центра города. Фрески, правда, тщательно скопировали. Копии пригодились в 1936 году, когда здание, по просьбе горожан, отстроили заново. Второй раз Дом ткачей погиб в 1944 году во время разрушительных бомбардировок города. Во второй раз был отстроен в 1958. Затем за несколько лет Дом ткачей заново расписали — снова по сохранившимся копиям. В третий раз дом ткачей едва не погиб полностью 30 июня 2004 года, когда вспыхнул сильный пожар. Деньги на восстановление пришли из страховой компании, в которой Дом ткачей был застрахован. Но этой суммы на всё не хватило, и патриоты города пожертвовали на работу живописцев ещё 150 000 евро. Старые фрески сохранили, но добавили и новые. Художники изобразили на фасадах здания главные события из истории Аугсбурга, умело связав их с помощью аллегорий с событиями мировой истории.

### Средневековые ворота
В Аугсбурге сохранились пять бывших крепостных ворот: Птичьи ворота, Красные ворота, Ворота рыбаков, Ворота Святого Якова, ворота моста через Вертах. Они поддерживаются городом в полном порядке и считаются одними из главных достопримечательностей города. Сохранившиеся ворота обладают разной архитектурой. Они все непохожи друг на друга.

## Правительство
У обер-бургомистра есть восемь помощников-референтов. Двое из них тоже бургомистры, второй и третий. Второй бургомистр отвечает за финансовый контроль расходов городского бюджета, подбор персонала и жилищное хозяйство. Сфера ответственности третьего бургомистра — культура, молодёжь и спорт. Остальные помощники — просто референты. Первый референт отвечает за охрану окружающей среды и энергетическую политику. Второй референт отвечает за чистоту города и состояние природы. Третий референт отвечает за интеграцию, за семейную политику, за инвалидов и пенсионеров. Четвёртый референт отвечает за сферу образования. Пятый референт отвечает за строительство, транспорт, водоснабжение, охрану исторических памятников и за развитие города в целом. Шестой референт несёт ответственность за охрану порядка в городе, МЧС, торговлю, здравоохранение, все выставки и праздники.
Помимо референтов имеются ещё комиссии. В каждой из них по 12 человек. Всего комиссий в правительстве Аугсбурга четырнадцать. Сферы их ответственности гораздо уже, чем у референтов. Такой подход обеспечивает целенаправленность в проработке и принятии решений. Направления ответственности комиссий: финансы, культура, спорт, защита окружающей среды, образование, персонал, юстиция, социальная политика, экономика, фонды, недвижимость и общие вопросы. Основная работа по принятию профессионально подготовленных решений происходит именно в комиссиях, а бургомистры и референты играют роль координаторов процесса.

## Образование
В сорока народных школах Аугсбурга учатся 15 000 младших школьников. После их окончания они идут, в основном, в гимназии и реальные школы. При этом в гимназиях учится гораздо больше детей, чем в реальных школах. В 10 гимназиях Аугсбурга — 9500 учеников, а в 7 реальных школах — 3500.
На ступени среднего образования в городе также представлены Forderzentren — 1500 учащихся, Вальдорфская школа — 400 учеников, учебные заведения других типов — 650 учеников. В Аугсбурге 2100 учителей и 31 000 учеников в школах всех типов и уровней.
Профессиональное среднее образование представлено в Аугсбурге разными видами школ. Больше всего учеников занято в семи профессиональных школах (нем. Berufsschulen) — 12 000. В 24 специализированных профессиональных школах (нем. Berufsfachschulen) — 1800 учащихся, всего по 75 человек в среднем в каждой. В трёх высших профессиональных школах (нем. Fachberufsoberschulen) тоже 1800 учащихся, но уже в среднем по 600 человек в каждой. В шести особых профессиональных школах (нем. Fachschulen) заняты ещё 1000 учеников. 350 человек учатся в профессиональной академии (нем. Fashakademien). И 750 — в профессиональной школе для инвалидов.
Высшее образование получают в Аугсбурге больше 18 000 человек. В основном они учатся в Университете Аугсбурга — 14 000 студентов. В Университете Аугсбурга можно выбрать в качестве будущей профессии социологию и философию, филологию и историю, теологию и математику. В Высшей профессиональной школе — 4000 студентов. От Университета она отличается более узким спектром обучения, представленным техникой, экономикой и менеджментом. 550 человек учатся в Высшей музыкальной школе Аугсбурга — Нюрнберга.
52 000 взрослых посещают народные школы продолжения образования (нем. Volkshochschule), где представлены различные краткосрочные курсы. Это почти что пятая часть населения города.

## Здравоохранение

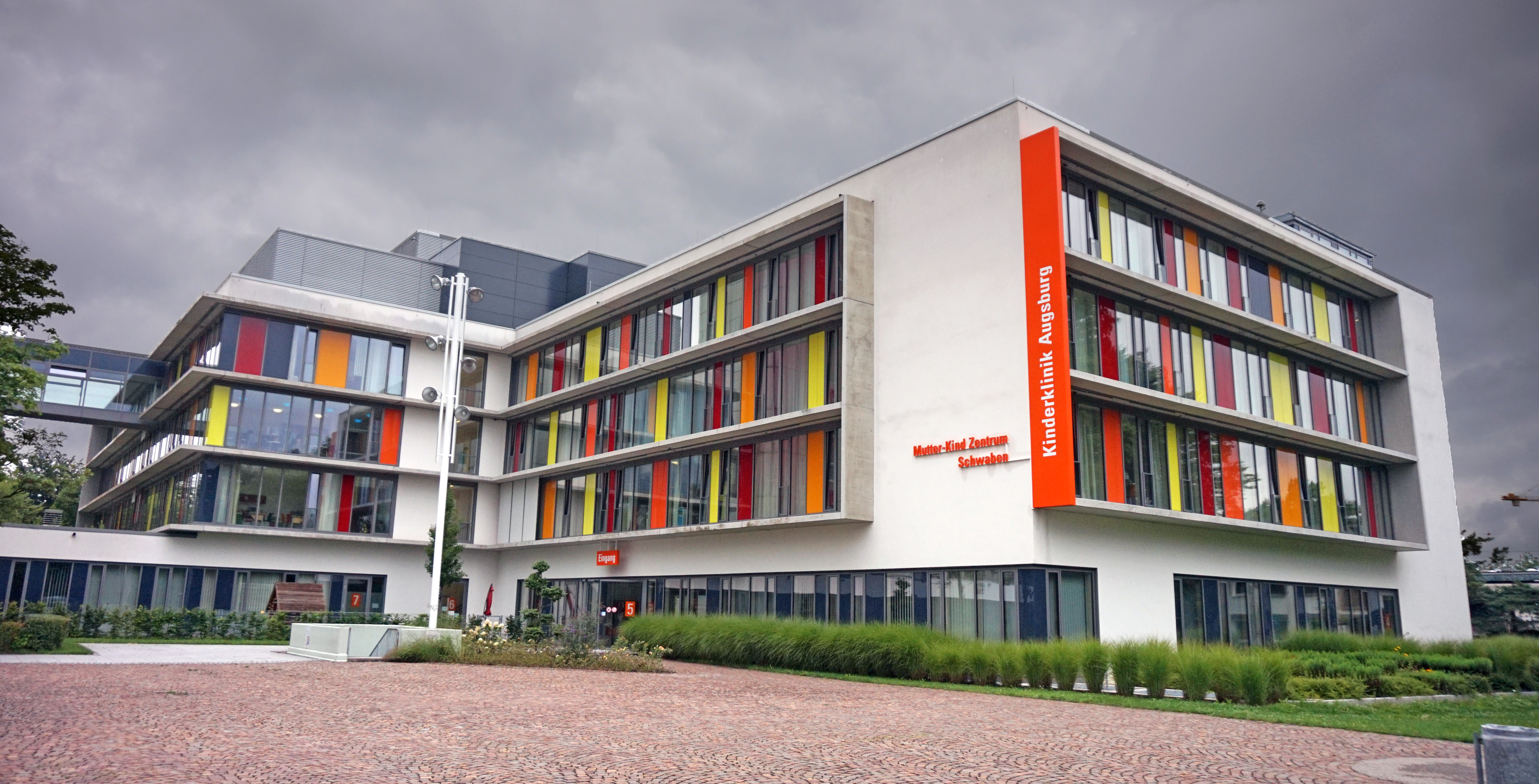

В частных врачебных учреждениях города Аугсбурга работают 935 врачей. Среди них абсолютным большинством обладают стоматологи: 228 специалистов. С большим отрывом на втором месте — терапевты. Их в Аугсбурге 152. На третьем месте специалисты по внутренним болезням — 127. Гинекологи (62) и хирурги (54) замыкают пятёрку самых популярных медицинских профессий. Дальше идут: педиатры (46), ортопеды (38), нейрологи (28), глазные врачи (27) и анестезиологи (21). Меньше всех в Аугсбурге психиатров. Их всего 15 на 270 000 жителей. В частных кабинетах трудятся далеко не все врачи Аугсбурга. В клиниках работают ещё примерно столько же, включая психиатров, но точных данных о клиниках нет. В Аугсбурге также работают 241 аптекарей.
В Аугсбурге 30 домов престарелых, в которых есть 3900 мест. Правда, из этих 3900 мест около 700 — места для неполного пребывания. Но система оказания пожилым людям медицинской помощи одними домами престарелых не ограничивается. Есть ещё 45 медицинских учреждений, оказывающих амбулаторную помощь. Для инвалидов есть и специальный административный орган (нем. Behindertenbeirat) при городском правительстве. В семи специальных домах для инвалидов созданы 270 мест постоянного пребывания.
Университетская больница Аугсбурга на 1750 койко-мест

## СМИ
Среди немецких изданий основных два: Augsburger Allgemeine и Stadt Zeitung. Первое из них существует с 1807 года, второе основано в 1979 году. Augsburger Allgemeine — платная газета, Stadt Zeitung — бесплатная. У Augsburger Allgemeine ежедневный тираж (с региональными выпусками) составляет 365 000 экземпляров, Stadt Zeitung выходит один раз в неделю в составе пятнадцати региональных выпусков общим тиражом 200 000 экземпляров. Mediengruppe Mayer&Söhne, издающая Stadt Zeitung, не так давно решила освоить ещё одно направление, и теперь по воскресеньям на остановках транспорта есть таблоид Augsburger Sonntagspresse. Несмотря на глянцевую обложку, объём и солидное оформление, к классическим таблоидам относят и Augsburg Journal. Полной противоположностью Augsburg Journal выглядит скромный, но культурный ежемесячник Neue Szene Augsburg. Его 25 000 читателей находят там новости культуры. Есть ещё целая семья региональных внутригородских изданий. Их не меньше десятка. Например, южные районы Аугсбурга издают журнал Augsburger Süd-Anzeiger, а Pfersee — классические бюргерские «Известия» местного масштаба.

## Русскоязычная пресса
В Аугсбурге выходил региональный выпуск газеты «Мюнхен-плюс» под названием «Аугсбург-плюс» с тиражом 10 000 экземпляров для Аугсбурга и Ингольштадта и по-прежнему выходит «Вечерний Аугсбург» с тиражом 5000 экземпляров. Также выходит журнал «Афиша Аугсбург».

## Радиокомпании
Картина радиокомпаний также разнообразна. И здесь есть лидеры. Главный среди них — Hitradio rt1. Его аудитория обширна: от старшеклассников до 40-летних. В основе успеха этой радиостанции — тесная кооперация с Augsburger Allgemeine. Вместе с этой газетой Hitradio rt1 ведёт подробные репортажи обо всех основных событиях спортивной, музыкальной и общественной жизни города. Специализируясь на репортажах, Hitradio rt1 оставила свободной нишу музыки, и её заняла радиостанция Radio Fantasy. Определив для себя в качестве основной аудитории людей в возрасте около 40 лет, Radio Fantasy сосредоточилась на стиле их жизни: спорте, музыке, путешествиях. Это два лидера аугсбургского радио.
Остальные радиостанции разделили между собой отдельные сегменты. Rock Antenne (наследница Radio Kö) — дочерняя радиостанция Antenne Bayern. Как видно из названия, специализация Rock Antenne — рок-музыка. Другая радиостанция, Smart Radio, специализируется на джазовой музыке, причём обходится без модератора, просто подбирая музыку для трансляции. Radio Augsburg и Frozen-radio тоже входят в число скромных небольших радиостанций с коллективом из нескольких человек. Интересно, что до 1998 года, когда в Аугсбурге ещё стояли американские войска, была и англоязычная местная радиостанция: American Forces Network.

## Телевидение
В Аугсбурге есть свой кабельный телеканал для ежедневных программ: augsburg tv (a.tv), но город делит его с Bloomberg Television и RTL Shop. На этом канале у Аугсбурга всего 30 минут телевизионного времени: с 18.00 до 18.30, в региональном окне RTL. Правда, с Astra 1F (Ингольштадт) и TV Allgäu Nachrichten (Кемптен) Аугсбург имеет ещё одну телеверсию: локальные новости (Lokal Cat).

## Религия

### Христианство

#### Святая Афра — покровительница Аугсбурга
Согласно раннехристианскому агиографическому источнику «Деяния святой Афры», Афра происходила с Кипра. В Аугсбурге она была служительницей в храме Венеры. При правлении императора Диоклетиана в Аугсбург прибыл из Испании епископ Нарцисс, который обратил в христианство Афру и её мать. Во время гонений на христиан епископ Нарцисс скрывался в доме Афры. Его местонахождение было раскрыто, и он был подвергнут смертной казни через сожжение. Афра и её мать перестали посещать традиционные языческие религиозные службы, что вызвало подозрение. Вскоре Афра была арестована и подвергнута допросам и пыткам. На допросах Афра заявила о своей преданности христианству, за что была приговорена к смертной казни и сожжена 7 августа 304 года. На следующий день тело Афры было найдено служанками неповреждённым. Мать и служанки захоронили тело за городом. Погребение Афры не осталось незамеченным. Служанки были схвачены по доносу и после отказа участвовать в языческих обрядах тоже приняли мученическую смерть. По приказу судьи они были сожжены в том же склепе, где они похоронили Афру.

#### Епископ Зимперт — спаситель исчезнувших детей
Зимперт происходит из очень знатного рода. Это неудивительно, потому что сан епископа в те времена и не мог быть дан простолюдину по рождению: высшие церковные должности входили в перечень главнейших для сословного государства. Епископ Зимперт — родной племянник императора Карла Великого и сын герцога Лотарингии. Год рождения Зимперта точно неизвестен. За условную точку отсчёта принят по традиции 750 год. Зимперт родился недалеко от Аугсбурга. Имена его родителей: Амберт и Симфониара, как и его собственное имя, непривычны для нашего времени, потому что принадлежат двум ушедшим языковым стихиям: древнегерманской и древнегреческой.
Детство и юность будущего епископа точно нигде не описаны. Зимперт обучался в монастырской школе, но в какой — точно неизвестно. Ближе к реальности название аббатства Марбах в Эльзасе, где, вероятно, Зимперт принял монашеский постриг. В 778 году Зимперт стал епископом Аугсбурга, где около 30 лет управлял местной епархией. Как и Карл Великий, он неустанно пёкся о расширении своей епархии, присоединяя к ней всё новые и новые церковные округа, пока не создал что-то вроде общей для баварских швабов церковной империи. Святой Зимперт многое делал для восстановления поврежденных и строительства новых храмов. Он основал знаменитый в Баварии монастырь Бенедиктбайерн.
Народная молва превратила епископа Зимперта в персонажа многочисленных легенд. Святой Зимперт почитается как спаситель исчезнувших или украденных маленьких детей. Его часто изображают с посохом, а рядом с ним — волка, держащего в пасти ребёнка. Однажды, как говорит легенда, волк, утащивший ребёнка, благодаря молитвам святого Зимперта возвратил мальчика невредимым его родителям. В этом сказании, относящемся к 1230 году, приор Адилберт рассказывает о том, как оставшийся без присмотра малыш отошёл далеко от дома, и волк утащил его в лес. Мать пропавшего ребёнка очень почитала святого Зимперта. Она, рыдая, стала молиться святому, прося его заступиться и вызволить из беды ребёнка. Спустя какое-то время неожиданно появился волк, несущий в пасти малыша, целого и невредимого. Благодарная мать взяла ребёнка на руки и понесла его в Аугсбург, где рассказала его жителям, как ей в горе помог по её молитвам святой Зимперт. Она также заказала у аугсбургских художников-мастеров небольшой восковой барельеф, на котором был изображен волк, держащий в пасти её дитя. Этот барельеф долгое время находился рядом с гробницей святого Зимперта, которого с XV века стали благодаря легенде изображать с волком.
В ходе санирования аугсбургского Дома гробница святого Зимперта была в сентябре 1977 года вскрыта. В медном реликварии обнаружили его мощи и текст жития святого, датированный 1492 годом. Зимперт был причислен к лику святых в 1468 году папой римским Николаем V. Память святого Зимперта отмечается по традиции 13 октября.

#### Епископ Ульрих
Ульрих — традиционно, как и многие достигшие служебных высот священнослужители, выходец из знатной семьи. Он родился в Аугсбурге в 890 году. В 10 лет его отправили для обучения в монастырскую школу Санкт-Галлена в Швейцарию. Там он пробыл до 18 лет, и после окончания обучения вернулся в родной город. Его духовным наставником стал в Аугсбурге епископ Адальперо. Знатное происхождение и покровительство Адальперо должны были многое дать Ульриху: его отправили в Рим, где он получил место при папе Сергии. Не прошло и года пребывания в Риме, как Ульриху сообщили горестную весть о смерти епископа Адальперо. Потрясённый случившимся, Ульрих срочно возвращается в Аугсбург. Он не хочет возвращаться в Рим и живёт в родительском поместье. По-видимому, эта жизнь не мешала Ульриху продолжать службу в церкви, поскольку в 923 году он был возведён в сан епископа. Ему было тогда всего 33 года. Сохранившиеся источники, быть может, несколько легендарные, говорят о епископе Ульрихе, как о пастыре строгом, но справедливом и добром. Ульрих открыл в Аугсбурге церковную школу, построил три церкви, восстановил в службах и образе жизни клира канонические порядки. Император Оттон I пригласил его принять участие в управлении государством.
В 907 году воинственные венгерские племена, пришедшие в Европу из приуральских степей, захватили Восточную марку империи Карла Великого. Оттуда они совершали опустошительные набеги на Швабию, Баварию и Лотарингию. Венгры были язычниками, и их господство угрожало не только государству, но и церкви. В 955 году венгры вторглись в Швабию и подошли к Аугсбургу. Они думали, что в городе хранится казна Баварии, поэтому намерены были взять Аугсбург во что бы то ни стало. Епископ Ульрих призвал горожан к обороне. Воинов в городе было мало, но поддержка горожан остановила венгров под стенами Аугсбурга. Сохранились легенды, что Ульрих участвовал и в ночных вылазках воинов из города, разумеется, без оружия. Узнав о приближении армии императора Оттона, венгры отошли от города, опасаясь удара с двух сторон.
Главное событие произошло 10 августа 955 года, в день памяти Святого Лаврентия, в долине Леха. В день перед сражением воины постились и молились. Они простили друг другу обиды и прегрешения и поклялись стоять в битве до конца. Вдохновителем же этих молитв был епископ Ульрих. Венгров было намного больше, чем воинов Оттона, но стойкость духа, выучка и дисциплина победили. Епископу же во сне перед битвой явилась Святая Афра и предсказала победу над врагом. Перед Домом в Аугсбурге стоит памятник епископу Ульриху, вдохновляющему воинов на битву.
Святого Ульриха часто изображают с посохом епископа и рыбой в руке. Эти изображения связаны с легендой о превращении куска мяса в рыбу. Версий легенды несколько. По одной из них, недоброжелатели епископа, чтобы его опорочить, подсунули ему в пятницу мясо, но мясо чудесным образом превратилось в рыбу. Предание также повествует, что «почувствовав приближение смерти, святой Ульрих пеплом начертил на земле крест, окропил его святой водой, потом лег на это место и с пением литании отошел ко Господу». Это произошло в 973 году. Уже через несколько лет близкий друг Ульриха, некий Шгерхард, написал его житие. Основы легенд о епископе Ульрихе были заложены уже тогда. Пошли слухи о всякого рода чудесах, совершающихся на могиле епископа, о чудесах, совершающихся в результате его незримого покровительства. Легенды и чудеса получили такое распространение, что уже в 993 году, всего через 20 лет после кончины Ульриха, он был причислен папой римским Иоанном XV к лику святых. Это был первый официальный акт римских пап о канонизации. 4 июля в Аугсбурге отмечают, как день памяти Святого Ульриха. Мощи же епископа хранятся не в Доме, а в церкви Святых Ульриха и Афры. Они были обнаружены и перезахоронены после восстановления церкви и пожара 1183 года. В Музее диоцеза Аугсбурга хранятся принадлежащие святому Ульриху риза, нательный крест, привезенный им из Рима в 954 году, и серебряный бокал.

#### Православие
Русский Православный Храм иконы Божией Матери «Всех скорбящих Радосте» в Аугсбурге находится в районе Pfersee. Здесь совершаются регулярные богослужения и проводятся беседы. По состоянию на 2011 год приход насчитывает свыше 120 прихожан. Русская православная церковь в Аугсбурге проводит занятия по Закону Божиему для детей православного вероисповедания, признанные Министерством Культуры Баварии, которые заменяют уроки религии и этики в школах.
История русской православной церкви в Аугсбурге начинается в тридцатых годах XX века. В апреле, на Пасху, к русским эмигрантам, жившим в Аугсбурге и окрестностях города, из Берлина приезжал священник. Первый такой приезд был в 1934 году. С 1936 года посещения Аугсбурга священником из Берлина стали регулярными. Для богослужений в 1936 году была предоставлена капелла в церкви Святой Анны. Договориться где-нибудь на постоянной основе не удавалось, и каждый год приходилось искать помещение заново. Тем не менее с 1937 года богослужения стали совершаться в Аугсбурге уже ежегодно, а потом — ежемесячно. Постепенно стал складываться и приход, постоянная община с зарегистрированными членами. C началом войны число её членов достигло 200 прихожан. В основном это были эмигранты с большим стажем, с нансеновскими паспортами. Богослужения стали снова проходить в капелле церкви Святой Анны.
Когда война закончилась, численность прихожан аугсбургского прихода практически не изменилась, но резко изменился их состав. Теперь это были прихожане самых разных национальностей: русские, украинцы, поляки, эстонцы, латыши. Это было прямым следствием войны. Большинство прихожан жили в лагере беженцев в Haunstetten. В 1945 году в Аугсбурге появился постоянный священник. Удалось снять квартиру, в которой разместился и священник, и библиотека прихода, и приходская канцелярия, и домовая церковь.
Службы в домовой церкви совершались только зимой, потому что летом постоянные службы шли в церкви St. Gallus — до 1954 года, когда St. Gallus закрылась на ремонт. Два года после этого прихожане могли пользоваться гостеприимством церкви St. Max, а затем 14 лет, с 1954 по 1968, службы проходили в помещении бывшей синагоги на Ульмерштрассе. В 1968 году православный приход снова получил разрешение проводить свои богослужения в церкви St. Gallus, к тому времени уже отремонтированной. Правда, там нельзя было оставлять священные сосуды, облачения и иконы: всё это надо было после службы уносить с собой. Между тем после войны в результате притока беженцев численность аугсбургского прихода православной церкви выросла вдвое — до 400 членов общины, потом до 500. С учётом незарегистрированных членов церковь постоянно посещали около 1000 человек.
Старостой прихода в 1945 году стал граф Мусин-Пушкин. У прихода составилась своя библиотека: и церковных книг, и церковной музыки, появилась собственная небольшая типография, в которой печатались информационные бюллетени и книги. В 1947 году Аугсбург стал центром швабского православного церковного округа, состоявшего из семи приходов. Но потом члены прихода стали разъезжаться в другие места, и уже в 1952 году численность аугсбургского прихода упала до 150 членов. Немало православных проживали в Бобингене, расположенном рядом с Аугсбургом.
Небольшая аугсбургская община в 1950—1960 годы почти исключительно состояла из больных, бедняков и стариков, и содержание прихода легло на плечи городских властей и благотворительных организаций. Старосты часто менялись. Дольше всех на этом посту, больше 20 лет, пробыл М. Мадорный, которого в 1994 году сменила Лариса Шютц. С началом широкой русскоязычной эмиграции в Германию положение изменилось. Численность членов аугсбургского православного прихода снова выросла.

### Иудаизм
В Аусбурге существует еврейская община численностью в 1800 прихожан (по состоянию на 2010 год).

## Культура

### Театры Аугсбурга

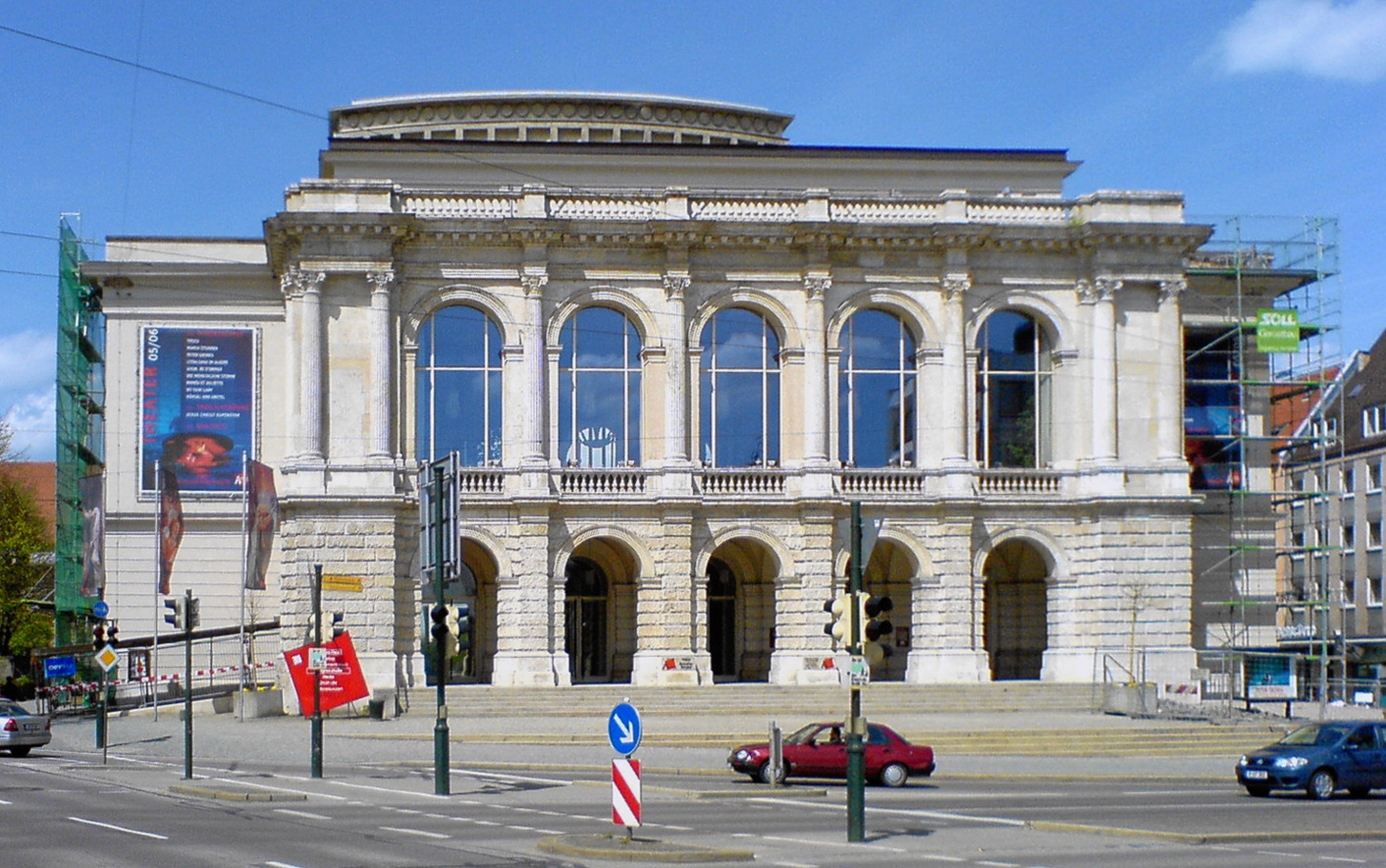
Городской театр Аугсбурга

#### Театр марионеток
В средней части знаменитого госпиталя Святого Духа с 1948 года находится не менее знаменитый театр марионеток (нем. Augsburger Puppenkiste), основанный Розой и Вальтером Квемихен. Этот театр пользуется широкой известностью не только в Германии, но и в других странах. Во многих из них театр побывал на гастролях, его знают также благодаря телевидению. В спектаклях театра участвуют около 6000 кукольных персонажей. Все куклы, несмотря на их огромное количество, созданы как индивидуальный образ, со своим характером и выражением лица. В создание такого ансамбля вложены силы и талант многих людей: кукольных дел мастеров, сценаристов, художников, психологов. В 2001 году при театре создан свой музей — Die Kiste, уже успевший завоевать большую популярность среди гостей театра. В музее есть не только постоянная выставка. Здесь периодически устраиваются и тематические экспозиции.

#### Детский театр Абраксас
Этот театр открылся совсем недавно, в 1995 году, но уже успел завоевать широкую популярность. Детский театр Абраксас (нем. Kulturhaus Abraxas) создавался не просто как театр, а как культурный комплекс. В этом комплексе есть и театр, и выставочный зал, и творческие мастерские, и музыкальная школа. В репертуаре театра спектакли для детей и взрослых и представления экспериментальных форм. Здание находится на территории бывших американских казарм, его внутренняя планировка носит во многом новаторский характер.

#### Зал конгрессов
Отель-башня, ставший одновременно концертным залом и символом города, был построен в 1964—1972 годах по проекту штутгартского архитектора Макса Шпайделя в парке Виттельсбахов. Он относится к числу самых высоких в Европе — 118 метров. Большие размеры концертного зала не позволяют ему очень часто собирать публику, но зато многие престижные постановки проходят именно здесь. Масштабные мюзиклы и симфонические концерты Аугсбургского Большого театра, концерты европейских звёзд во время их гастролей и хоровые ансамбли — всё это делает Kongresshalle самой известной и популярной сценой города.

#### Парковый театр
В 1880 году знаменитый доктор Хессинг решил расширить комплекс своей ортопедической клиники — с помощью архитектора Жана Келлера. Центром парка стало «Здание с зимним садом» в популярном тогда стиле Нового Ренессанса. Это здание с залом на 500 мест стало не только одним из самых красивых в Аугсбурге, но и чудом инженерного искусства. Здесь были применены передовые технологии строительства, проведено центральное отопление, а внутри, к удивлению горожан, сияли электрические лампы.
Парковый театр (нем. Parktheater im Kurhaus Goggingen) числился летним и давал представления только в тёплое время года, выполняя функцию культурного центра для отдыхающих и пациентов клиники. «Дворец из света и стекла», как его называли в городе, со временем расширился. В 1925 году здесь появился танцевальный зал, а в 1942 — кинотеатр. В 1972 году пожар разрушил знаменитое здание, но его восстановили, и не только восстановили, но и присвоили статус архитектурного памятника. Затем 8 лет, с 1988 по 1996 год, длилась реконструкция Курхауза, и 1 февраля 1996 года — 10 лет назад — он открылся уже как Parktheater Augsburg. В основном, по уже сложившейся традиции, здесь идут мюзиклы и комедии, оперетты и танцевальные вечера.

### Музыкальная жизнь
Аугсбург — родина нескольких известных музыкальных групп. Одна из них — The Seer. Основанная в 1990 году, группа избрала для себя стиль, смешавший элементы рока и фолька. Но ещё лет за десять до The Seer блеснула на музыкальном горизонте Германии группа с провокационным названием Impotenz. Её песня Nutten an die Macht так оскорбила вкусы публики, что Баварское радио внесло эту песню в список запрещённых для исполнения. Появление новых, перспективных музыкальных групп именно в Аугсбурге неудивительно. С шестидесятых годов прошлого века Аугсбург известен среди музыкантов, как площадка для восхождения наверх, на уровень Баварии или даже Германии. Это сознательная политика Управления культуры города, охотно предоставляющего возможности для выступления малоизвестным коллективам. Такими загоревшимися в Аугсбурге «звёздами» были, например, совсем не местные The Roughroads, The Shotguns, Nova International и Anajo. Из аугсбургских групп вышла на уровень Баварии Dear John Letter, правда, за счёт активного предложения своей музыки в Интернете, а не на сценических площадках. Впрочем, её поздний рок сейчас имеет успех и на площадках.
Основу музыкальной жизни Аугсбурга составляет хоровое пение. В Аугсбурге около семидесяти хоров. Самый известный в Аугсбурге церковный хор — Domsingknaben, находящийся под патронажем главного аугсбургского собора. У этого хора давние традиции: он упоминается в источниках с 1439 года. Хор не только сопровождает церковные службы в соборе Святой Марии, но и выступает с концертами: и в Германии, и за рубежом. Выпускаются и диски с записью этих концертов. Второй по известности хор Аугсбурга принадлежит Театру Аугсбурга. Хор сопровождает оперные и музыкальные представления театра и даёт собственные концерты. Во время праздников, посвящённых году Моцарта в 2006 году, приобрёл европейскую известность ещё один хор из Аугсбурга — Mozartchor Augsburg. Основанный в 1976 году, Mozartchor Augsburg в основу своего репертуара взял оратории. Этот репертуар позволяет теперь хору имени Моцарта выступать с самыми известными исполнителями и оркестрами Европы. Из других аугсбургских хоровых коллективов можно отметить хор Albert Greiner Sing-und Musikschule и хор Gymnasiums bei St. Stephan. Эти два хора известны и за пределами Аугсбурга.
Самый известный оркестр Аугсбурга — Bayerische Kammerphilharmonie, основанный в 1990 году. В основе репертуара оркестра — интерпретации классической и современной музыки. Дважды Bayerische Kammerphilharmonie из Аугсбурга получал самые высокие европейские награды: Förderpreis der europäischen Wirtschaft и Kulturpreis der europäischen Regionen. Есть свой оркестр и у Театра Аугсбурга — Philharmonische Orchester der Stadt Augsburg. В его состав входят 70 музыкантов. Salon-und Liebhaberorchester, принадлежащий к Bukowina-Institut интересен тем, что составлен из профессионалов и талантливых любителей. Такой сплав позволяет тридцати музыкантам играть своеобразную экспериментальную музыку и ездить с гастролями по разным городам Европы.

### Моцарты в Аугсбурге
Исследователи насчитали в тридцати городках и имениях вокруг Аугсбурга не меньше шестисот представителей рода Моцартов. Вот краткая хронология Моцартов, представленная в книге Мартина Клюгера «Аугсбургские Моцарты»:
1331 — в книге записей монастыря Oberschönenfeld впервые зафиксирована фамилия Моцарт;
1480 — в Аугсбурге в торговых книгах впервые зафиксирована фамилия Моцарт;
1486 — первое упоминание о доме, принадлежащем Моцартам: в деревне Heimberg близ Fischach;
1620 — в деревне Pfersee родился Давид Моцарт-младший, прапрадедушка Вольфганга Амадея Моцарта;
1643 — Давид Моцарт-младший получает права гражданина Аугсбурга. В этом же году Давид Моцарт-младший женится на Марии Негеле;
1647 — у Давида Моцарта-младшего и Марии Негеле рождается сын, Ханс Георг. Он станет каменных дел мастером аугсбургского епископата и председателем цеха каменщиков в Аугсбурге;
1649 — у Давида Моцарта-младшего и Марии Негеле рождается сын Франц, прадед Вольфганга Амадея Моцарта;
1678 — Давид Моцарт-младший и его сыновья Ханс и Франц работают для Фуггеров в их владениях;
1679 — у Франца Моцарта рождается сын, Иоганн-Георг, дед Вольфганга Амадея Моцарта;
1681 — Франца Моцарт переезжает жить и работать в Фуггерай;
1718 — Иоганн-Георг Моцарт женится на дочери ткача Анне Марии Сульцер;
14 ноября 1719 — в нынешнем доме-музее Моцартов рождается Леопольд Моцарт — отец Вольфганга Амадея Моцарта;
1729—1736 — Леопольд Моцарт получает общее и музыкальное образование в коллегии Святого Сальватора в Аугсбурге;
1737 — Леопольд Моцарт записывается студентом в Зальцбургский университет;
1739 — Леопольд Моцарт уходит из Зальцбургского университета и становится придворным архиепископа Зальцбурга;
1747 — Леопольд Моцарт становится придворным музыкантом архиепископа Зальцбурга. В этом же году он женится на Анне Марии Пертл;
1747 — Леопольд Моцарт посылает прошение о сохранении за ним прав гражданина Аугсбурга. Это же прошение он повторит в 1751 году;
1751 — рождается Мария Анна (Nannerl) — старшая сестра Вольфганга Амадея Моцарта;
27 января 1756 — рождение Вольфганга Амадея Моцарта;
1756 — в Аугсбурге печатается знаменитый учебник игры на скрипке Леопольда Моцарта;
1763 — семья Моцартов во время своего путешествия по Европе 15 дней гостит в Аугсбурге;
Ноябрь 1766 — семья Моцартов несколько дней гостит в Аугсбурге;
Октябрь 1777 — Вольфганг Амадей Моцарт 15 дней гостит в Аугсбурге. Роман с кузиной Анной Марией (Bäsle);
1781 — семья Моцартов посещает Аугсбург;
1782 — Вольфганг Амадей Моцарт женится на Констанции Вебер;
1787 — в Зальцбурге умирает вице-капельмейстер архиепископа Леопольд Моцарт;
1790 — на обратном пути из Франкфурта Вольфганг Амадей Моцарт делает остановку в Аугсбурге;
5 декабря 1791 — в Вене умирает от лихорадки Вольфганг Амадей Моцарт;
1841 — кузина Моцарта (Bäsle), умирает в Байройте;
1858 — на доме, в котором родился Леопольд Моцарт, по адресу Frauentorsterasse 30, появляется памятная доска в честь этого события;
1937 — на Frauentorsterasse 30 открывается дом-музей Леопольда Моцарта;
1965 — умирает Каролина Грау, последняя представительница рода Моцартов в Аугсбурге.

#### Места, связанные с Моцартами
Памятные места Аугсбурга, связанные с Моцартами, включают в себя дома, в которых жили Моцарты, гостиницы, в которых они останавливались, церкви и другие места, которые они посещали.
Äußeres Pfaffengässchen 24. Дом по этому адресу, рядом с главным аугсбургским собором, принадлежал когда-то Хансу Георгу Моцарту, мастеру архитектуры барокко и предшественнику великого композитора. Памятная доска на этом здании напоминает об этом.
Alte Silberschmiede. Город ремесленников вроде бы не имеет прямого отношения к Моцартам. Никто из них здесь никогда не жил. Но гиды тем не менее всегда посещают этот романтичный уголок старого Аугсбурга. Дело в том, что в Аугсбурге нет больше места, где можно было бы с такой полнотой и зрительной отчётливостью ощущений почувствовать атмосферу XVII—XVIII веков.
Barfüßerkirche. В этой церкви, расположенной недалеко от Ратуши, 13 октября 1777 года Моцарт вместе со своей романтично влюблённой в него кузиной Анной играл на органе. Здесь ещё в 1756 году был установлен новый орган работы аугсбургского мастера Иоганна Штайна. К Штайну посоветовал наведаться с визитом отец Моцарта, рекомендовавший попробовать свои силы на музыкальном инструменте, качеством которого он восхищался.
Bauerntanz. Эта старинная пивная в ремесленной части Аугсбурга принимает гостей с 1572 года. В октябре 1777 года здесь были Моцарт и кузина Анна.
Die Ecke. С 1577 года здесь существует пивная. За четыре столетия здесь бывали и Моцарт, и художники Бургмайер и Гольбейн, и архитектор Эллиас Холь, и инженер Рудольф Дизель, и драматург Бертольт Брехт, и футболист Франц Беккенбауэр. И это лишь часть гораздо более обширного списка.

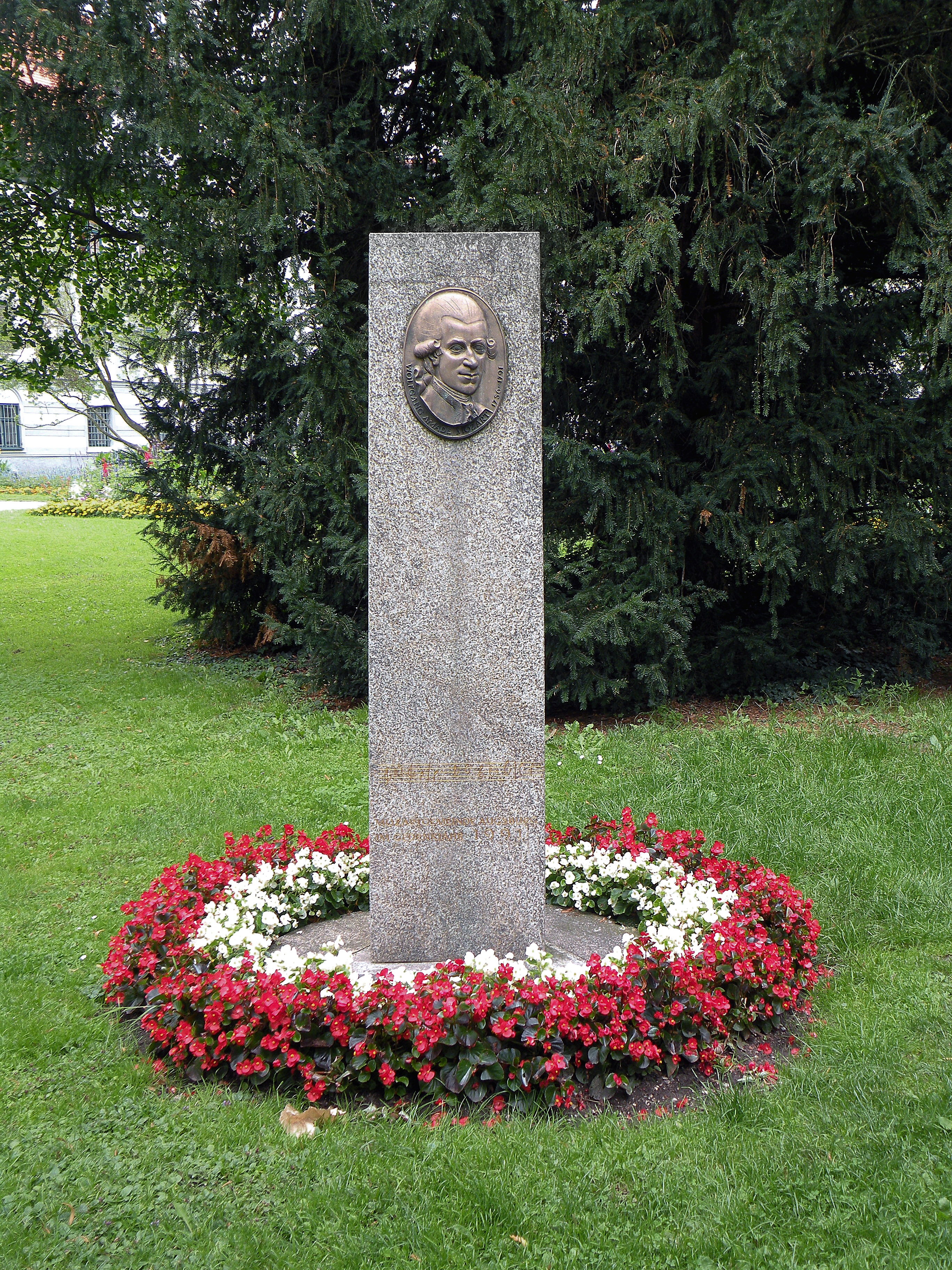
Памятник Моцарту во Фронхофе

Dom. Шестнадцать представителей рода аугсбургских Моцартов крестились в главном городском соборе. И среди них — все восемь сестёр Леопольда Моцарта. Ханс Георг Моцарт работал каменных дел мастером в Domkapitel. Архитектор в те времена выполнял функцию и архитектора, и инженера, и прораба, так что это сочетание и подразумевалось в определении «каменных дел мастер». Леопольд Моцарт, кроме того, пел в церковном хоре Domkapitel. Этот хор мальчиков и сейчас каждую субботу сопровождает службы в Доме.
Fronhof. Фронхоф — красивая площадь между Домом и резиденцией архиепископа. Отцу и сыну Моцартам здесь поставлен памятник. Каждый год в июле здесь на открытом воздухе проходят моцартовские музыкальные представления. Это очень романтичное зрелище под звёздами и высокой башней резиденции, в которой позировал Альбрехту Дюреру император Максимилиан I.
Fürstbischöfliche Residenz. Резиденция архиепископа приобрела свой нынешний вид в середине XVIII века, так что атмосферу моцартовских времён здесь нетрудно представить. В июльских моцартовских праздниках в плохую погоду представления переносятся в Rokokosaal, так что в любом случае XVIII век гарантирован.
Fuggerei. Самое старое социальное поселение мира основано Якобом Фуггером в 1521 году. В Фуггерае жил со своей семьёй прадед Моцарта Франц Моцарт. Он был каменных дел мастером в этом Stiftung. На Mittlere Gasse 14 в Фуггерае есть на этот счёт памятная доска. После смерти Франца Моцарта его семья осталась в Фуггерае, только переехала в другой дом на этой же улице, в номер 22.
Fuggerhäuser. Пять дней спустя после рождения Леопольда Моцарта умер его двоюродный дед Ханс Георг Моцарт. Мастер архитектуры барокко, Ханс Георг много сделал для благоустройства различных дворцов Фуггеров. Ещё в 1511 году Якоб Фуггер Богатый купил обширный участок на центральной улице имперского города Аугсбурга — нынешней Максимилианштрассе. Он планировал, объединив несколько внутренних дворов, создать обширное личное поместье в самом центре городской застройки. Якоб Фуггер и его наследники принимали в Аугсбурге почётных гостей, в ранге королей и императоров. Среди них, например, были императоры Максимилиан I и Карл V. Дворец Фуггеров по размаху должен был быть достоин гостей такого ранга. Так что работы у Фуггеров для архитекторов и каменных дел мастеров с самого начала XVI века было достаточно. Дворец в Аугсбурге и дворцы Фуггеров в других городах периодически требовали то обновления, то ремонта. Возникали новые стили, менялась мода, и дворцы тогда приходилось порой полностью перестраивать. В аугсбургском дворце Фуггеров Моцарт 22 октября 1777 года дал открытый концерт. Концертный зал, в котором играл для публики Вольф, не сохранился. Он находился в той части здания, которая прилегает нынче к Оружейному дому и была впоследствии перестроена.
Goldener Saal. Золотой зал Ратуши Аугсбурга, высотой в три этажа и с тремя рядами великолепных окон, всегда был местом торжественных приёмов. Семья Моцартов посетила Золотой зал лишь однажды: в 1763 году.
Georgskirche. Мужской хор церкви Святого Георга возник в 1070 году. Но та церковь, о которой пойдёт речь, была построена намного позже — в 1505 году. К этой церкви род аугсбургских Моцартов был приписан с XVII века. Давид Моцарт — третий, сын Давида — Моцарта второго и внук Давида-Моцарта третьего, пошедший сначала во францисканские священники, а потом в монахи, в этой церкви служил с 1686 года. А до этого разные Моцарты, и однофамильцы, и родственники, уже лет сто как входили в члены католической общины при церкви Святого Георга. Ханс Георг Моцарт, самый удачливый и успешный из аугсбургских Моцартов, строил в 1702—1705 годах для церкви Святого Георга здание общины. В этой церкви был крещён Леопольд Моцарт, а отец Леопольда заключал здесь свой второй брак, с будущей матерью Леопольда, Анной Марией Сульцер.
Heilig-Kreuz-Kirchen. В Аугсбурге, известном своей веротерпимостью, две церкви Святого Креста, и стоят они рядом: католическая и лютеранская. В хоре мальчиков католической церкви пел когда-то Леопольд Моцарт. По старой памяти он рекомендовал своему сыну при посещении Аугсбурга не забыть зайти в церковь Святого Креста и поиграть там на органе. Правда, речь шла не о развлечении, и не о воспоминаниях. Игра на разных органах, разумеется, хорошего качества, прекрасно тренирует музыкантов, которым надо часто играть на органе по долгу службы. В церкви Святого Креста как раз и был хороший орган. Отец и сын Моцарты всегда были здесь желанными гостями. Музыка обоих Моцартов украшала выступления мужского хора церкви и монастыря. Их ноты здесь ждали так же, как и показательные выступления.
Hexenbrunnen. Эта деревянная скульптура ведьмы на городской стене недалеко от Рыбьих Ворот, казалось бы, не имеет к Моцартам никакого отношения, ведь она появилась здесь только в 1959 году. Здесь когда-то приговорённые к сожжению несчастные женщины последний раз в своей жизни пили из колодца воду. Но устроители моцартовских экскурсий неизменно включают визит к Hexenbrunnen в свои маршруты. Они хотят напомнить, что Аугсбург времён Леопольда Моцарта был не таким уж тихим и культурным городом, как это может показаться в Придворном саду. Когда Леопольд был мальчиком, в Аугсбурге ещё проходили процессы по обвинению в колдовстве.
Hofgarten. Придворный сад при резиденции архиепископа возник в 1740 году. Стены, защищающие от городского шума, строгая архитектура кустов, цветочных клумб и деревьев, скульптуры и изящный пруд посередине превратили Придворный сад в элитное место эпохи рококо.
Hotel Drei Mohren. «Три мавра» — самый дорогой отель Аугсбурга. Его полное наименование с XV века — Zu den drei Mohren, с нем. — «К трём маврам». Когда-то это была часть обширной резиденции Фуггеров на главной улице Аугсбурга. Странное название отеля связано с легендой о посещении города тремя темнокожими монахами из христианской Абиссинии. В 1763 году здесь на две недели остановился Леопольд Моцарт с семьёй. За эти две недели Леопольд Моцарт заплатил три своих месячных жалованья. Он решил рассматривал эти траты, как инвестиции в свой рейтинг, рассчитывая всё вернуть за счёт заказов на концерты от богатых клиентов. Сам факт продажи билетов на концерты прямо в самом престижном отеле города должен был, по замыслу Леопольда, сыграть роль приманки для местных богачей. Но не сыграл. Сборы оказались очень малы. В 1766 году на обратном пути из Парижа Моцарты остановились здесь только на одну ночь. Здание отеля, кстати, уже не то, что было во времена Моцарта. Тяжело повреждённое во время бомбардировок 1944 года, оно было выстроено после войны практически заново. Был в духе старины восстановлен фасад и частично — фойе, но всё остальное — новодел.
Kleiner Goldener Saal. Переулок иезуитов сыграл большую роль в жизни Леопольда Моцарта. С четырёх лет он посещал школу иезуитов, перейдя потом в гимназию, которую успешно в 17 лет и окончил. Хорошо знаком был ему и Школьный зал, в котором он много раз выступал в составе гимназического детского театра. Школьный зал давно исчез, и его место занял роскошно украшенный Малый Золотой зал коллегии иезуитов, оформленный в стиле рококо фресками Матиаса Гюнтерса. Каждый год в мае Малый Золотой зал становится центром моцартовских праздников в Аугсбурге. Его акустика специально предназначена для камерных концертов, а оформление зала возвращает зрителей во времена младшего Моцарта.
Leopold Mozart Konservatorium. Основанная в 1873 году музыкальная школа в 1926 году была преобразована в городскую Консерваторию. Консерватория часто переезжала, пока в 1956 году не остановилась наконец на Максимилианштрассе 59. Прошло ещё 40 лет, и на здании появилась памятная доска. Теперь здесь проводятся традиционные скрипичные конкурсы имени Леопольда Моцарта.
Maximilianstrasse. Главная улица Аугсбурга, как никакое другое место в городе, полна воспоминаний о моцартовских временах. В отеле «Три мавра» семья Моцартов останавливалась. Во дворце Фуггеров семья Моцартов давала концерты. Базилику Святых Ульриха и Афры семья Моцартов посещала. Дом мастера Штайна, делавшего отличные органы, семья Моцартов считала почти родным.
Perlachturm. Сторожевая башня на Ратушной площади связана с именем Моцарта многократно. Перед Второй мировой войной на углу Ратушной площади стояло массивное здание Биржи, так и не восстановленное после войны. К Бирже же примыкало здание Дворянского собрания, в котором в 1777 году младший Моцарт дал концерт для патрициев города. «Любишь ли ты ещё Турамишеле?», — писал в письме своей кузине Моцарт. Этот праздник и в XVIII веке отмечался точно так же, как и сейчас, 29 сентября.
Puppenkiste. В перестройке здания госпиталя Святого Духа, в котором сейчас находится Театр марионеток, участвовал когда-то Ханс-Георг Моцарт. А сам Театр не оставил без внимания имя и дела Моцарта. В репертуаре Театра марионеток два юмористических кукольных спектакля для взрослых: «Маленькая волшебная флейта» и «Маленький путеводитель по сералю».
Schaelzer-Palais. Дворец банкира и торговца серебром Либерта фон Либерхофена возник из перестроенного здания между 1756 и 1770 годами, и прямого отношения к Моцартам не имеет. Зато прекрасно демонстрирует дух и стиль эпохи рококо. Поэтому в Зале рококо банкирского дворца ежегодно в мае проходят камерные концерты моцартовских фестивалей.
Steinsches Wohnhaus. На площади Ульриха в доме под номером 10 жил мастер музыки Иоганн Штайн. Дом, в котором он жил, построен ещё в XVI веке. Он делал такие прекрасные органы и клавиры, что за ними записывались в очередь на годы вперёд. Иоганн Штайн был ближайшим, закадычным другом Леопольда Моцарта, и в его доме все Моцарты бывали многократно и всегда были встречены, как родные. Знаток новейших изобретений «венской механики», Штайн умел делать всё, что позволяли технологии его времени. Скептически относившийся к музыкальным способностям большинства своих обычных посетителей, мастер всегда был рад предоставить Вольфу Моцарту свои органы и клавиры для пробы. В 1777 году Моцарт немало потрудился в доме Штайна, испытывая один инструмент за другим. Он попросил прислать ему лучший клавир Штайна.
Ulrichsbasilika. Католическая базилика Святых Ульриха и Афры — второе по значению и размерам сакральное здание Аугсбурга после Дома. Здесь пел когда-то в церковном хоре маленький Леопольд Моцарт. Ныне не существующий монастырь при базилике Моцарты не раз посещали для осмотра церковных сокровищ. На органе базилики, построенном на средства Якоба Фуггера в 1580 году, в 1777 году играл для друзей своего отца младший Моцарт, о чём теперь напоминает посетителям памятная доска.
«Weißes Lamm». В гостинице «Белый ягнёнок» в 1777 году, с 11 по 26 октября, две недели прожили младший Моцарт и его мать. Ещё раз Моцарт здесь останавливался в 1790 году, возвращаясь из Парижа. Теперь уже нет «Белого ягнёнка»: осталась лишь памятная доска с торжественным перечнем знаменитых посетителей.
Zigarrenhaus Mozart. На улице Крепостной вал под номером 25 стоит дом, который принадлежал ещё совсем недавно последним жившим в Аугсбурге представителям фамилии Моцарт. Им владела до самой своей кончины в 1965 году Каролина Моцарт.

## Спорт

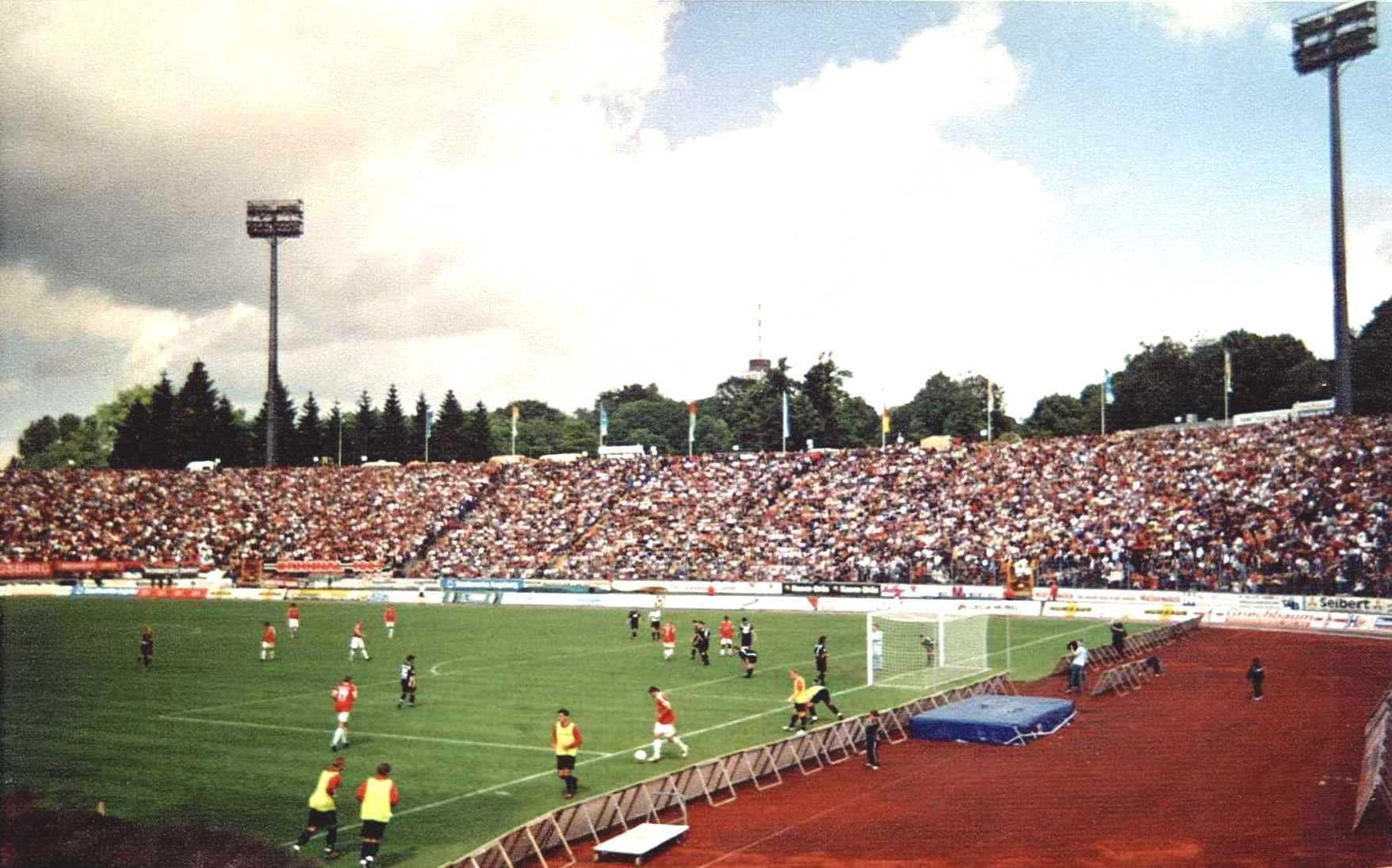
Стадион «Розенау». Вид с трибуны.

Самый большой стадион в Аугсбурге — Розенауштадион. На нём 32 000 мест, почти все — под открытым небом. Под крышей во время дождя могут укрыться только 3000 болельщиков. Другие крупные стадионы — закрытые и существенно меньше по размерам. В аугсбургском Спортхалле — от 3200 до 4500 мест. На зимнем стадионе Курта-Френцеля — 7000. В 2009 году был построен новый новый футбольный стадион «Импульс Арена» на 30 660 мест, переименованный в 2011 году в «СГЛ Арена».
Известные команды: футбольный клуб «Аугсбург», представляющий город в Бундеслиге и хоккейная команда «Аугсбургер Пантер», которая играет в Немецкой хоккейной лиге.
В городе 50 футбольных полей. К ним надо добавить шестьдесят спортивных залов, семьдесят спортивных площадок на открытом воздухе, десять открытых и закрытых бассейнов.
Из 275 000 жителей Аугсбурга так или иначе занимаются спортом 75 000. Именно столько человек записаны в различные спортивные общества или пользуются постоянными абонементами для посещения спортивных залов. Это больше четверти населения города.
Ещё 20 лет назад среди тех, кто занимается в Аугсбурге физкультурой и спортом, решающий перевес был на стороне мужчин. Их было в два раза больше, чем женщин. А сейчас — только в полтора. Если эта тенденция сохранится, то через 10 лет число мужчин и женщин среди активных физкультурников сравняется.

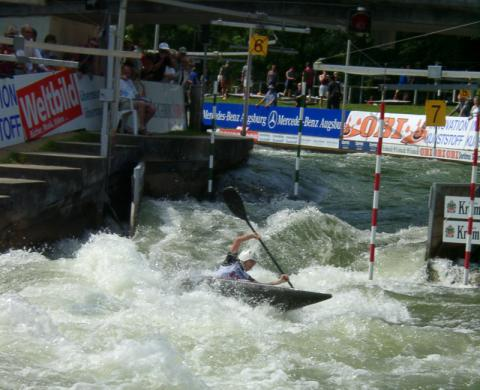

Спортсмены из Аугсбурга неоднократно участвовали на Летних Олимпийских играх и становились на них призёрами. В 1932 году в Лос-Анджелесе Рудольф Эсмайер завоевал золото среди тяжелоатлетов среднего веса. В 1936 году на берлинской Олимпиаде Рудольф Эсмайер стал серебряным призёром. Он же был лидером немецкой команды и произносил олимпийскую клятву. После войны Эсмайер был членом Городского совета Аугсбурга. Эсмайер умер в 1998 году в возрасте почти ста лет. В 1960 году в Риме Хайди Шмид завоевала золото в фехтовании на рапирах. На следующей Олимпиаде в Токио Хайди Шмид стала бронзовым призёром. В 1972 году на мюнхенской Олимпиаде Гизела Гротхаус завоевала серебро в гребле на каноэ-одиночках. В 1984 году на олимпийских играх в Лос-Анджелесе Эрхард Вундерлих стал серебряным призёром в составе гандбольной команды, а Дитер Видеманн завоевал золото на каноэ-двойке. В 1988 году в Сеуле Роланд Грахаммер стал бронзовым призёром в составе футбольной команды. В 1992 году в Барселоне в состязаниях на каноэ-одиночке Элизабет Михелер завоевала золото. В 1996 году в Атланте Оливер Фикс завоевал золото на каноэ-одиночке, а Андреас Эренберг — бронзу на каноэ-двойке. В 2000 году в Сиднее Томас Шмидт стал олимпийским чемпионом на каноэ-одиночке.
В 1979 году в городе прошёл юниорский чемпионат мира по фигурному катанию.

## Экономика
Аугсбург — крупный научный и промышленный центр. Здесь расположены заводы «Сименс», «Мессершмитт», MAN и другие.
AVAG Holding AG — одна из известных европейских торговых групп, главной сферой деятельности которой являются автомобили. 24 торговых предприятия в Германии и одиннадцать за её пределами (Хорватия, Венгрия, Польша и Австрия), расположенные в 106 местах, составляют основу фирмы. Её генеральное представительство находится в Аугсбурге. AVAG не только торгует автомобилями, но и осуществляет их техническое обслуживание. Оборот фирмы превышает один миллиард евро, продажи составляют около 70 000 автомобилей в год, а персонал AVAG в Европе насчитывает 2500 сотрудников.
Augsburg Airways — региональное отделение концерна, чей центр находится в городе Халльбергмоос, расположенным рядом с Мюнхеном. Предприятие было основано в 1980 году, как служба воздушных перевозок концерна Haindl, под именем Interot Airways. Главным воздушным маршрутом компании были тогда грузовые рейсы в Дюссельдорф и обратно. Через 6 лет Interot Airways освоила и гражданские полёты по тому же маршруту. В 1995 году Interot Airways вступила в IATA — ассоциацию воздушных перевозчиков. Ещё через два года компания поменяла имя на Augsburg Airways и вступила в ряды партнёров Lufthansa, и её самолёты окрасились в цвета генерального партнёра.
Anton Böhm & Sohn — музыкальное издательство с очень давними традициями. Издательство специализируется на католической церковной музыке, и основано в 1803 году Андреасом Бёмом, чей сын и преемник — Антон Бём и дал имя фирме. Это предприятие и сейчас является фамильным, и его нынешние владельцы — шестое поколение издателей. В основном издательство издаёт сейчас хоровую музыку, потому что церковных хоров в Германии множество, и спрос на качественные издания устойчив. Заодно издательство продаёт и разные музыкальные принадлежности.
Augsburger Aktienbank — один из старейших Direktbanken Германии. Он основан в 1963 году. Банк не относится к числу крупных, зато обладает хорошей репутацией. Как все Direktbanken, Augsburger Aktienbank не имеет филиалов. Специализация банка — вложения в недвижимое имущество и финансовое обслуживание. Своё нынешнее название банк носит с 1986 года, а до этого он назывался UTB Kredit. Пять лет, с 1997 по 2002, Augsburger Aktienbank входил в состав концерна Allianz, но в 2002 году Allianz продал Augsburger Aktienbank другой страховой компании — LVM Versicherung. Услугами Augsburger Aktienbank пользуются 150 000 клиентов.
Betapharm Arzneimittel — фармакологическое предприятие, основанное в Аугсбурге в 1993 году. Специализация Betapharm — лекарства, отпускаемые без рецепта, и в этой сфере аугсбургская фирма занимает в Германии ведущие позиции, прежде всего в кардиологии и нейрологии. В 2004 году фирма перестала быть самостоятельным предприятием: её купили англичане из интернационального концерна Dr. Reddy’s, а часть лабораторий теперь располагается в индийском городе Хайдерабаде. Тем не менее в ассортименте Бетафарм около 150 действующих веществ для более чем 900 лекарственных форм. В последние годы Betapharm активно развивает свои предложения в области болеутоляющих средств.
Brauhaus Riegele — одно из ведущих пивоваренных предприятий Баварии. Основанная в 1884 году Себастьяном Ригеле, пивоварня Zum Goldenen Roß ведёт свою родословную с 1386 года, когда предки Себастьяна открыли пивную. Дела Ригеле шли в гору, и в 1911 году он построил для пивоварни новый завод рядом с Аугсбургом. В этом же году архитектор Ханс Шнель рядом с Königsplatz построил Riegelehaus в стиле, объединившем черты модерна и необарокко. Brauhaus Riegele и сейчас остаётся семейным предприятием. В год пивоварня наполняет 400 000 бутылок. Это даёт работу ста сотрудникам и оборот в 18 миллионов евро. В Герцхофене у Ригеле свой Logistikzentrum. Это тем более необходимо, потому что Brauhaus Riegele производит не только пиво, но и минеральную воду и лимонад.

### Туризм
Средний срок пребывания гостей в Аугсбурге — 1,7 дня. Аугсбург при всём количестве достопримечательностей принадлежит к классу туристических городов, пребывание в которых ограничивается, как правило, кратким осмотром в течение одного-двух дней. Значительная часть гостей, которые останавливаются в отелях Аугсбурга, принадлежит не к туристам, а к тем, кто посещает город с деловым визитом или посещает родственников.
В Аугсбурге сорок гостиниц и отелей. Из них больших отелей меньше половины — 16. Отелей среднего класса — 14, отелей более низкого класса — десять. Одновременно во всех отелях и гостиницах города могут разместиться 3500 гостей. 2150 из них могут остановиться в больших отелях, а остальные — в других местах для отдыха.
В Аугсбург ежегодно приезжают 290 000 гостей: больше чем жителей в самом Аугсбурге. 190 000 приезжих из 290 000 останавливаются в больших отелях.

### Промышленные выставки
Экономика Аугсбурга во многом зависит от успешного движения капитала, развития новых технологий, широких международных контактов. Достижение этих целей невозможно без выставок товаров и технологий, работы многочисленных общественных объединений.
Новый аугсбургский выставочный центр (Messezentrum) находится в южной части города, недалеко от Университета. Он служит не только для региональных выставок и конгрессов, но и для событий общеевропейского значения. Одновременно он может принять до 8000 посетителей. Messezentrum очень удобно расположен. Рядом с ним — федеральные автотрассы В17 и А8, линии трамваев, городских и междугородних автобусов. 12 выставочных залов Messezentrum имеют общую площадь 57 000 м². Ещё 18 000 м² занимают свободные площади, встроенные в общую архитектонику проекта. 3 500 м² занимает современный зал заседаний с многочисленными местами для гостей разнообразных международных и федеральных конгрессов.
Многим жителям и гостям Аугсбурга знакома аббревиатура AFA. Это обозначение самой популярной из ежегодных выставок — Augsburger Fruhjahrsaustellung. Ещё одна хорошо знакомая для аугсбуржцев аббревиатура — CIA. Это обозначение общественной инициативы City Initiative Augsburg. Она объединяет усилия всех, кто заинтересован в развитии города. В составе ассоциации 234 члена из всех основных областей жизни Аугсбурга: промышленности, торговли, средств массовой информации, культурных и общественных объединений. Основная цель объединения — развитие центра города (Innenstadt).
MAI — объединение, занимающееся вопросами экономического развития Южной Германии. Этот регион в контексте единой Европы способен занять одну из лидирующих позиций в процессах общеевропейской экономической интеграции. Усилия 114 членов объединения направлены на создание общих для Южной Германии программ. Ещё одно объединение, усилия которого направлены на развитие Аугсбурга, — Augsburg AG. Оно создано в июле 2003 года. Участники этого общества занимаются созданием и реализацией единых программ импорта и экспорта аугсбургской экономики на территории Германии и Евросоюза. Успешное привлечение в экономику города капиталов из других регионов и экспорт аугсбургских капиталов — главная цель объединения.

## Экология
В черте города много деревьев и цветов, есть крупный ботанический сад. В 1997 году Аугсбург победил в конкурсе на самый «зелёный» город, в котором участвовали девять европейских стран. Весьма весомый вклад в чистоту воздуха вносит и хорошо организованная сеть городского пассажирского транспорта, избавляющая город от значительного числа личных машин. Для них на въездах в город с автомагистралей организованы перехватывающие стоянки, с которых до любого места можно быстро добраться общественным транспортом — автобусом и трамваем.
В феврале 1996 года Аугсбург вступил в союз европейских городов Agenda-21. Цель союза: разработать в промышленно развитых городах систему экологических мер, соответствующих требованиям XXI века. Свою долю конкретной ответственности за успех этих мер взяли на себя не только правительство города и городской Совет, но и практически все крупные общественные, профессиональные и церковные организации.
В рамках конвенции о снижении выброса в атмосферу окиси углерода в Аугсбурге проводятся более семидесяти мероприятий, в том числе с участием управления транспорта, промышленных союзов, строительных организаций. В Аугсбурге функционирует известный во всей Германии проект: информационная система по контролю над шумом и загрязнением воздуха. Шум транспорта, промышленных производств и даже криков в местах спорта и отдыха оценивается по особой шкале, и эти данные собираются со всего города. В самых шумных местах: Königplatz, Karlstrasse, Bourgesplatz, Bgm.-Ficherstrase, Friedbergerstrasse — есть специальные измерительные станции. На Königplatz дополнительно измеряется также содержание в воздухе тяжёлых металлов. За последние 10 лет этот показатель снизился с 130 до 105 единиц. Данные, которые получают с измерительных станций, служат основой для разработки программ по борьбе с шумом и загрязнением воздуха.
Система водоснабжения Аугсбурга рассчитана на обслуживание 350 000 человек (город и прилегающие населённые пункты). За 10 лет потребление воды в городе снизилось с 200 000 до 160 000 м³ в сутки. Это произошло по двум причинам: внедрение новых технологий и программ экономии воды. Снижение потребления, в свою очередь, уменьшает нагрузку на системы очистки загрязнённой воды, пропускающей ежегодно 21 миллион кубометров.
Система раздельного сбора отходов позволила за последние годы резко повысить не только экономическую эффективность переработки мусора, но и уровень экологической безопасности этого процесса. Количество отсортированных отходов, идущих на специализированную переработку, выросло на 50—100 %, а количество остатков снизилось за 10 лет с 60 0000 до 45 000 тонн.

## Транспорт
Регион Аугсбурга расположен в центре Европы, и через него проходят важнейшие автомобильные и железные дороги. Общая протяжённость дорог региона Аугсбурга — 2700 км, по ним проезжают каждый год 78 миллионов человек. Эта цифра почти равна населению Германии. Автобан A8 Мюнхен — Штутгарт, со скоростной трассой В2-В17 и федеральные дороги B10 и B300 — важнейшие автотрассы аугсбургского региона. Скоростная железная дорога Мюнхен — Штутгарт связывает не только эти два города, но и Мюнхен с Нюрнбергом. Через регион Аугсбурга проходит и дорога Париж — Будапешт, пролегающая через Страсбург, Карлсруэ, Штутгарт, Мюнхен, Линц и Вену.
Региональный аэропорт Аугсбурга лежит в полутора километрах севернее города. В настоящее время дискутируется вопрос о его закрытии в связи с близким расположением аэропорта Мюнхен-2.
В Аугсбурге пять трамвайных и 27 автобусных маршрутов; также имеются ночные автобусы, дублирующие некоторые основные рейсы в нерабочее время. В планах городского правительства — ещё один трамвайный маршрут.
Региональная транспортная сеть состоит из четырёх железнодорожных маршрутов и 101-й автобусной линии. Промышленные предприятия обслуживает частная сеть грузовых железных дорог. По ней ежегодно перевозится почти 900 000 тонн грузов. Рационализм перевозок обеспечивает современная программа логистики. В ближайших планах — объединение грузовых дорог аугсбургского региона в сеть с единым управлением. Для этого планируется построить центр сообщений площадью около 100 гектаров, непосредственно около автобана A8, а потом соединить его с трассой Аугсбург-Донаувёрт.

Главный вокзал Аугсбурга

Трамвай в Аугсбурге появился в 1881 году (тогда ещё конный). 1 июня 1898 года в городе началось движение электрического трамвая, продолжающееся и по сей день. Трамвайная сеть, сформировавшаяся к началу 1930-х годов, претерпела незначительный урон в пятидесятые годы, лишившись нескольких второстепенных маршрутов. В шестидесятых — восьмидесятых годах прошлого века состояние аугсбургской трамвайной системы было весьма стабильным, подвижной состав регулярно обновлялся. В девяностых годах началось строительство новых линий и продление существующих. В начале XXI века процесс снова притормозился из-за общеевропейского экономического кризиса, хотя проекты по-прежнему активно разрабатываются. Интервал движения трамвайного транспорта в рабочие дни (с 6:30 до 18:30) составляет 5 минут, по субботам — 10 минут, а по праздникам и воскресеньям — 15 минут.

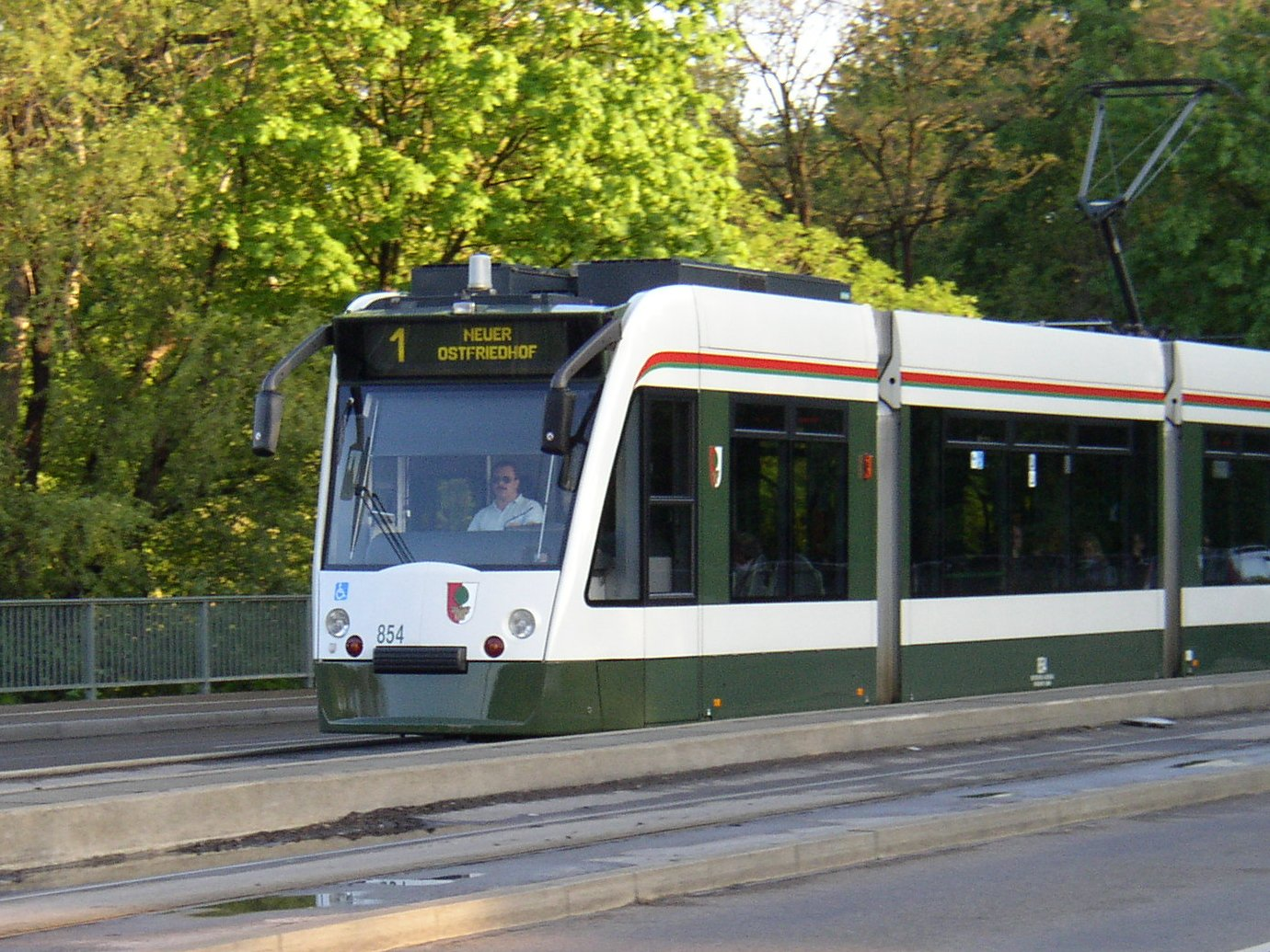
Современный трамвай «Комбино» в Аугсбурге

Вся сеть Аугсбурга обслуживается одним трамвайным депо. Второе (исторически — первое) депо используется в качестве мастерской и хранилища музейной техники. Подвижной состав в городе довольно разнороден. Основную часть трамвайного парка составляют современные низкопольные «Комбино» и Cityflex (Bombardier Flexity Outlook), постепенно заменяющие старые вагоны с высоким уровнем пола. В новых трамваях предусмотрен специальный выдвижной щит для инвалидных колясок, дополнительно облегчающий въезд-выезд из вагона.
См. статью Трамваи в Аугсбурге

## Города-побратимы
Первым городом-побратимом в 1956 году стал шотландский город Инвернесс. В Инвернессе сейчас 45 000 жителей. Так же, как и Аугсбург, Инвернесс — центр округа. В этом городе есть замок, в котором жил Макбет. В 1959 году Аугсбург подружился сразу с двумя японскими городами: Нагахама и Амагасаки. В Нагахаме 120 000 жителей, и этот город — один из главных туристических центров Японии. Туристов привлекают и хорошо сохранившийся средневековый центр, и древние буддистские храмы. Амагасаки больше Аугсбурга — здесь 460 000 жителей. Город, как и Аугсбург, был сильно разрушен в ходе Второй мировой войны, а потом восстановлен.
Следующим городом-побратимом стал в 1959 году американский Дейтон, штат Огайо, США. Здесь живут 150 000 человек. Город назван в честь капитана Джонатана Дейтона, прославившегося во время Войны за независимость. В Дейтоне есть известный в США университет. В 1967 году к четверым аугсбургским побратимам присоединился французский город Бурже. В этом древнем городе 70 000 жителей, и он, как и Аугсбург, — центр католического архиепископства. Соборы Бурже занесены в специальный охранный список ЮНЕСКО. В 2001 году Аугсбург подружился с чешским городом Либерец. В Либерце около 100 000 жителей. Город является крупным окружным центром Богемии. Исторических памятников в Либерце не меньше чем в Аугсбурге. Последним же, седьмым по счёту городом-побратимом, стал для Аугсбурга в 2004 году китайский Цзинань. В Цзинане — шесть миллионов жителей. Когда-то Цзинань был столицей собственного царства, и с той поры в городе сохранились многочисленные исторические памятники.